# Europa
Europa es un continente ubicado enteramente en el hemisferio norte y mayoritariamente en el hemisferio oriental. Los límites de Europa están situados en la mitad occidental del hemisferio norte, limitada por el océano Ártico en el norte, hasta el mar Mediterráneo por el sur. Por el oeste, llega hasta el océano Atlántico. Por el este, limita con Asia, de la que la separan los montes Urales, el río Ural, el mar Caspio, la cordillera del Cáucaso, el mar Negro y los estrechos del Bósforo y de los Dardanelos. Europa es uno de los continentes que conforman el supercontinente euroasiático, situado entre los paralelos 35°30′ y 70°30′ de latitud norte.
Europa es el segundo continente más pequeño en términos de superficie. Abarca 10 530 751 km² o el 2 % de la superficie del mundo y alrededor de 6,8 % del total de las tierras emergidas. Alberga un gran número de Estados soberanos (alrededor de 50) cuyo número exacto depende de la definición de la frontera de Europa, así como de la exclusión o inclusión de Estados parcialmente reconocidos. De todos los países europeos, Rusia es el mayor en superficie (aun cuando solamente se tiene en cuenta la parte europea de este país euroasiático), al mismo tiempo que es el Estado soberano reconocido internacionalmente más extenso del mundo, mientras que la Ciudad del Vaticano es el más pequeño (al mismo tiempo que es el Estado soberano e internacionalmente reconocido más pequeño del mundo). Europa es el cuarto continente más poblado después de Asia, África y América, con el 10,03 % de la población mundial (2017).
Europa, en particular la Antigua Grecia, es la cuna de la cultura occidental. La caída del Imperio romano de Occidente, durante el período de las grandes migraciones, marcó el fin de la Edad Antigua y el comienzo de una era conocida como la Edad Media.
El Renacimiento, con sus consiguientes humanismo, arte y ciencia, además de la exploración, llevaron al «viejo continente», y finalmente al resto del mundo, a la Edad Moderna. A partir de este período, las naciones europeas desempeñan un papel preponderante en los asuntos mundiales, desde el siglo XVI en adelante especialmente, después del comienzo de la colonización (actualmente, naciones que ejercen poder hegemónico mundial como Estados Unidos son el resultado de la colonización europea). En los siglos XVII y XVIII, las naciones europeas controlaron la mayor parte de África, América, y gran parte de Asia, y posteriormente también Oceanía.
La Revolución Industrial, que comenzó en el Reino Unido en el siglo XVIII, dio lugar a un cambio radical en los ámbitos económico, tecnológico, cultural y social en Europa Occidental, que impactó en el resto del mundo.
La Primera y la Segunda Guerra Mundial condujeron a una disminución en el dominio de Europa en los asuntos mundiales, cuando los Estados Unidos y la Unión Soviética tomaron la preeminencia.
La Guerra Fría entre las dos superpotencias dividió Europa a lo largo del Telón de Acero. La integración europea dio lugar a la formación del Consejo de Europa y la Unión Europea en Europa occidental, las cuales se han expandido hacia el este desde la disolución de la Unión Soviética en 1991.

## Definición

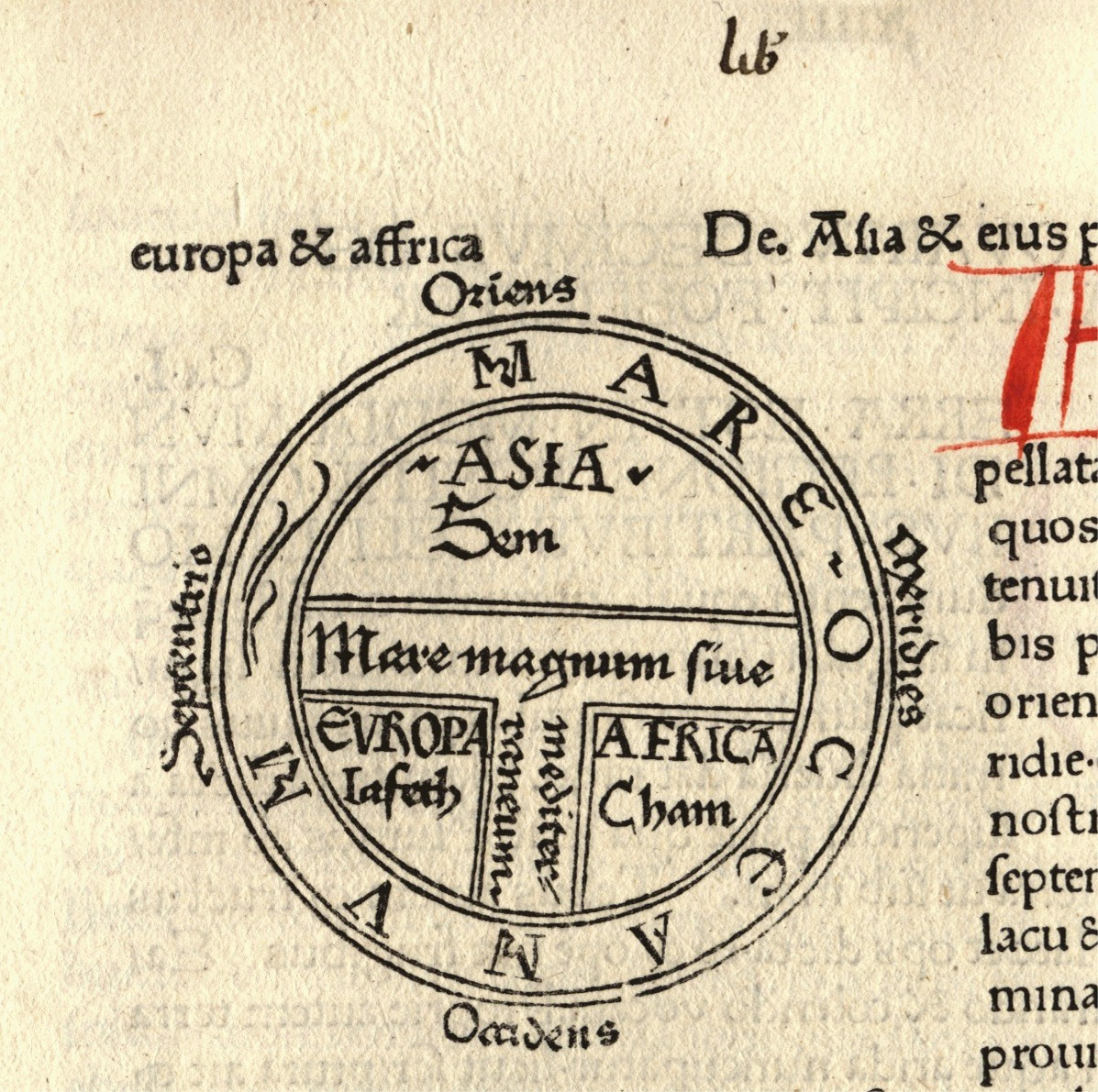
Mapa de T en O del año 623, impreso en 1472, donde Europa aparece como una de las tres secciones del mundo, junto a Asia y África, rodeadas por un océano circular.

El término Europa tiene diversos usos, y los principales son de carácter geográfico y político. 
Geográficamente, Europa es la península más occidental de Eurasia; limitada al norte, oeste y sur por el océano Atlántico, el mar Báltico, el mar del Norte, el mar Mediterráneo (incluyendo sus mares interiores, como el Egeo, Adriático y Tirreno, entre otros), el mar de Mármara, y el mar Negro y al este por los montes Urales, el río Ural, el mar Caspio y la cordillera del Cáucaso. La UE considera como tales a todos aquellos situados dentro de los límites geográficos tradicionales, incluyendo Chipre, Georgia, Armenia y Azerbaiyán.
En las obras de Homero, Εὐρώπη es solo la reina mitológica de Creta y no una denominación geográfica, sin embargo, el (así llamado) Himno Homérico a Apolo (250-251) usa el término para referirse a la parte continental de Grecia, por oposición al Peloponeso y a las islas. Hesíodo, en la conclusión de su Teogonía (verso 964) alude a «los continentes» pero sin precisar sus nombres, con todo se duda que dicho pasaje pertenezca a este autor.[cita requerida] Más tarde, desde el año 500 a. C. su significado se refiere a toda la tierra al oeste del mar Egeo. En Heródoto Europa es el mayor de los continentes, extendiéndose al norte del Mediterráneo desde las Columnas de Hércules del estrecho de Gibraltar hasta más allá del río Indo.
Desde la época helenística, se consideró a Europa como el territorio ubicado al norte del Mediterráneo, el Helesponto (Dardanelos), la Propóntide (mar de Mármara) y el Bósforo, siendo el río Tanais (Don) su frontera nororiental. Así, Varrón considera que el mundo puede ser dividido a partir del Bósforo, las tierras situadas al norte de ese río corresponderían a Europa. A pesar de ello, el término no tuvo entonces ninguna connotación política. De hecho desde el siglo IV existió una provincia romana llamada Europa como una subdivisión menor de la provincia romana de Tracia, en la cual estuvo incluida Constantinopla. Europa, en sentido literario o meramente geográfico, correspondía a una de las tres partes del mundo, separada de África por Gibraltar, y de Asia por el Don. Flavio Josefo, cuya obra influyó en las concepciones medievales, agregaba que había sido otorgada por Noé a su hijo Jafet.

Europa de acuerdo con una definición ampliamente aceptada
Territorio asiático de países transcontinentales
Geográficamente no europeos, pero considerados en Europa por su historia y cultura

Hasta finales del Medioevo se mantuvieron estas fronteras de Europa, pero a medida que se ampliaba el mundo conocido por los europeos, resultaba insuficiente. Fue el geógrafo sueco Philip Johan von Strahlenberg, quien hacia 1730 propuso fijar el límite oriental del continente en los montes Urales, propuesta acogida con agrado por la monarquía rusa.
Hasta el siglo XVI el término Europa no era de uso general y se prefería referirse a ella como «la Cristiandad». Esta expresión, desde el Renacimiento y la Reforma, comenzó a ser sustituida por el nombre propio del continente, con menos connotaciones confesionales-culturales y teniendo en cuenta la invasión y ocupación turca de gran parte de los Balcanes.
Actualmente, el término Europa puede ser usado tanto de manera amplia, para designar a la península más occidental de Eurasia, como de un modo más restringido; los Estados miembros de la Unión Europea. También se utiliza para aludir a una serie de naciones que comparten una identidad cultural común a la cual se califica de «europea». En este sentido es como lo utiliza el Consejo de Europa de cuyos 49 países miembros solo 27 pertenecen a la Unión Europea y la pertenencia de Turquía, país que mayoritariamente se sitúa geográficamente en Asia. Por otro lado, los habitantes de algunas islas europeas; especialmente Irlanda o el Reino Unido, pero también Escandinavia, se refieren a la Europa continental como «el Continente».

## Etimología

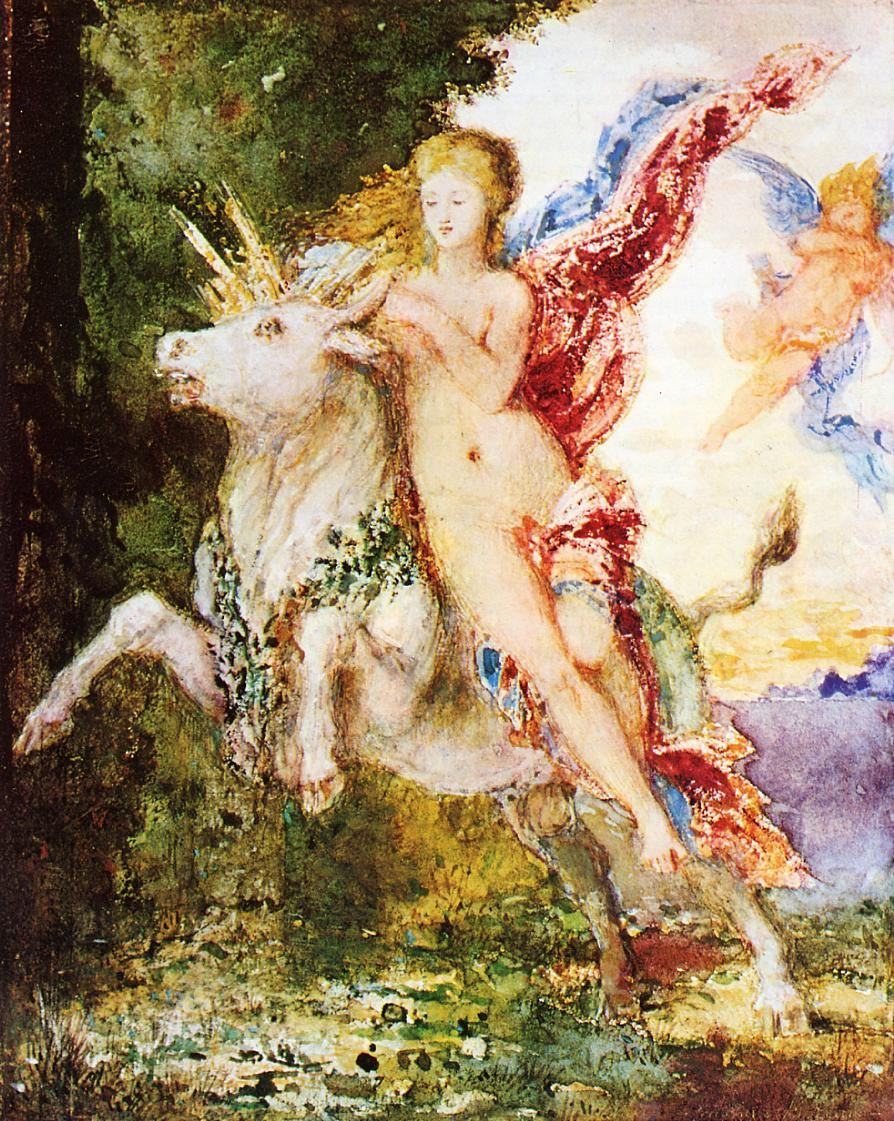
Europa y el toro de Gustave Moreau (c. 1869).

Tradicionalmente se asocia el origen del topónimo Europa con un personaje de la mitología griega. En efecto, Europa (en griego antiguo, Εὐρώπη, Eurṓpē) era hija de Agénor y de Telefasa, hermana de Cadmo, una princesa fenicia. Cuando estaba divirtiéndose con sus compañeras en la playa, Zeus la observó y acabó enamorándose de ella. Zeus se transformó en un toro blanco, tan manso, que Europa se acercó a él, puso flores sobre su cuello y finalmente se atrevió a montarlo; entonces, Zeus se levantó y cruzó el mar, llevándola a la isla de Creta, donde Europa dio a luz a Minos y a Sarpedón, con el cual regresó a Asia. Del nombre de esta mujer provendría el del continente.
Una de las hipótesis más conocida, considera que surge de la composición de las palabras griegas εὖρος («ancho») y ὤψ («vista, ojo»). Sin embargo, otra hipótesis más aceptada por lingüistas, propone que Europa proviene de la raíz –semítica– del acadio "erebu", que significa «ponerse el sol» (Occidente); irib en asirio, ereb en arameo, habiéndose propuesto la forma *ʔurūbā como la denominación original de las «tierras occidentales». Desde una perspectiva asiática o mediooriental, el sol se pone efectivamente en Europa, la tierra al oeste. Aun cuando esta sea la etimología más aceptada en la actualidad, algunos investigadores como M. L. West han sostenido que «fonológicamente, la coincidencia entre el nombre de Europa y cualquiera de las formas semíticas del vocablo es muy pobre».
La mayor parte de las lenguas utilizan palabras derivadas de Europa para referirse al continente. En chino, por ejemplo, se emplea Ōuzhōu (歐洲), que es una abreviatura del nombre transliterado; Ōuluóbā zhōu (歐羅巴洲). Sin embargo, en algunas lenguas túrquicas se utiliza el término Frangistán ('Tierra de los Francos') de manera coloquial, aunque el nombre «oficial» del continente sea Avrupa o Evropa.
El primer uso del término «europeos» (europenses) parece haberse dado en la Crónica mozárabe de 754, para referirse al enfrentamiento entre los reinos cristianos y la expansión musulmana.

## Historia

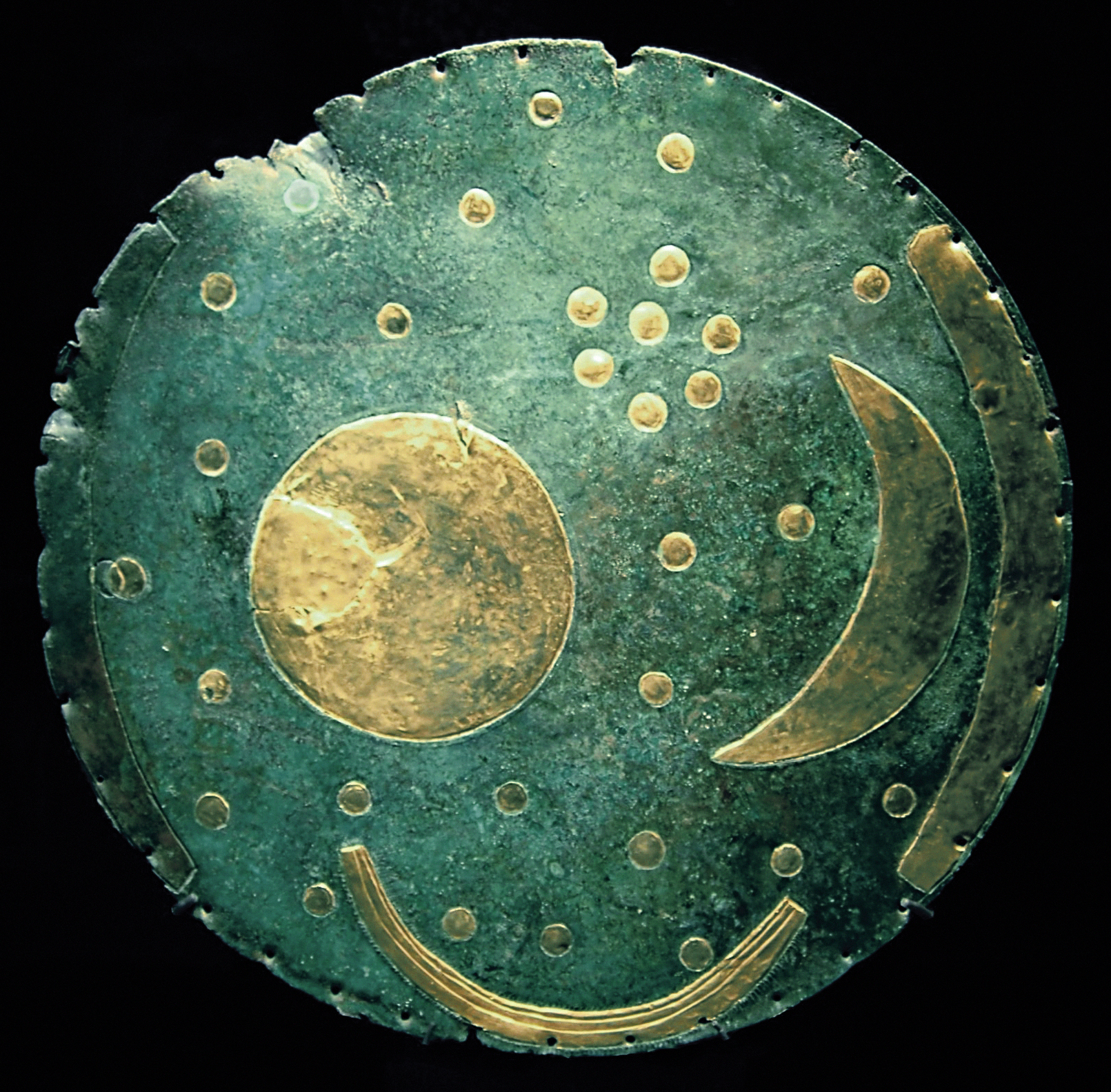
El disco celeste de Nebra, descubierto en Alemania es la representación más antigua que se conoce de la bóveda celeste.

### Prehistoria
La neandertal está considerada como la única especie humana autóctona de Europa. En efecto, según los hallazgos paleontológicos, se encontraba presente en Europa cuando llegó el Homo sapiens (identificado por los fósiles de Cromagnon), especie a la que pertenece toda la humanidad actual. Las dos especies humanas convivieron durante bastante tiempo hasta que el neandertal se extinguió, probablemente debido a la competencia con el sapiens, si bien aún quedan numerosos interrogantes sobre dicho evento y acerca de la posibilidad de hibridación entre ambas especies.

### Antigüedad clásica
La Antigüedad estuvo marcada por el influjo de la civilización grecolatina, y del Imperio romano sobre el resto de Europa. La caída del Imperio romano de Occidente y la llegada de nuevos grupos étnicos con nuevos reinos, llevó a la fragmentación política de Europa. Durante ese período debido a la mayor productividad de la agricultura mediterránea y la mayor eficiencia del transporte marítimo sobre el terrestre, la zona mediterránea soportaba mayores densidades de población y tenía las principales ciudades. Por esa razón, los factores demográficos y geográficos condicionaron en esa época el mayor desarrollo económico relativo del sur de Europa, frente al norte de Europa más frío y, en general, con peores recursos agrícolas.

### Edad Media

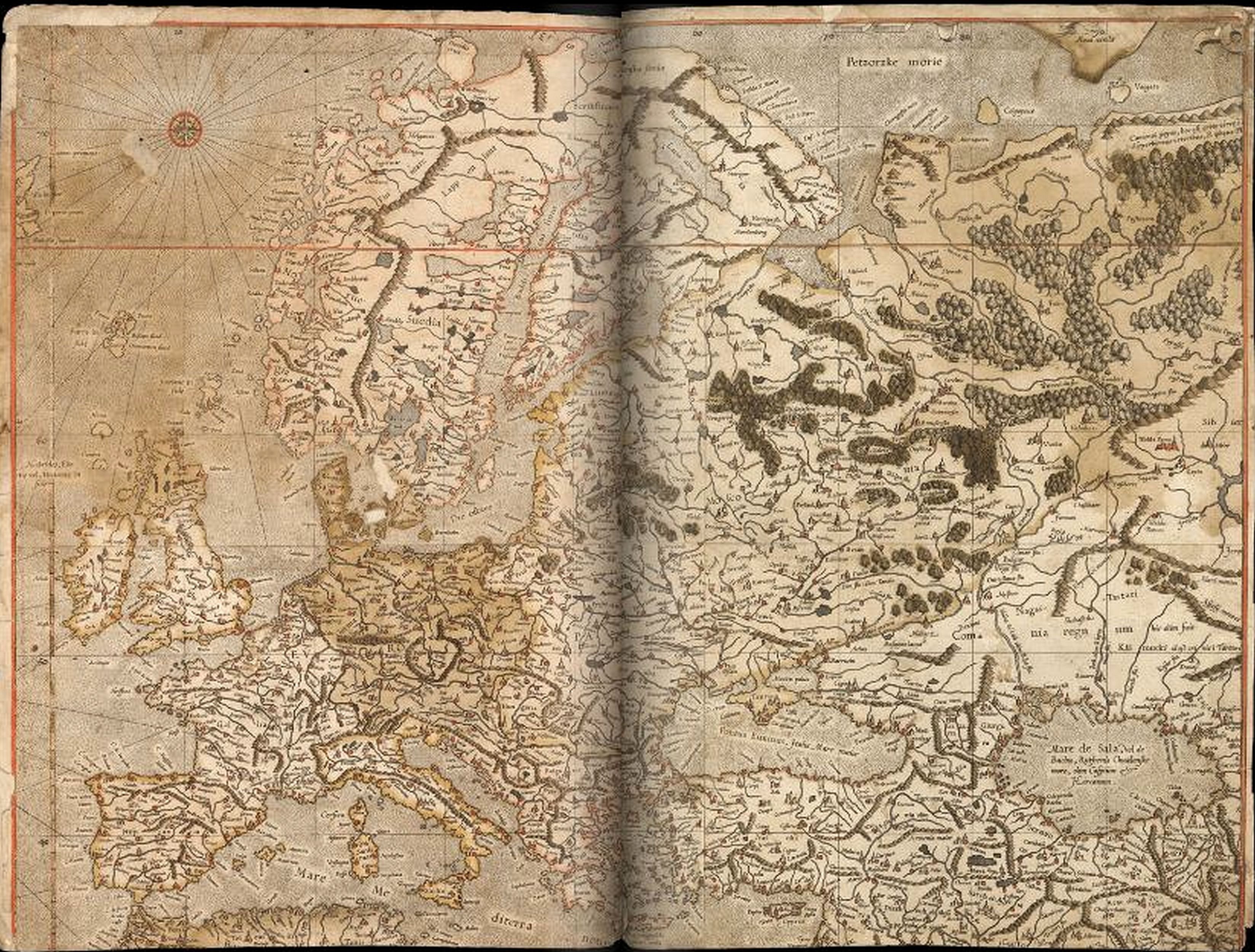
Mapa de Europa de Gerardus Mercator.

El comienzo de la Edad Media se sitúa tradicionalmente en el año 476 con la caída del Imperio romano de Occidente. Este acontecimiento fue seguido por sucesivos intentos de unificación y conquista, que sumieron al continente en numerosos conflictos y guerras durante la Edad Media, como la guerra de los Cien Años que duró más de un siglo.

### Edad Moderna
La Edad Moderna marca, para Europa, el inicio de procesos que mucho después darán lugar a la globalización, y es el tiempo en el que los conflictos bélicos se hicieron cada vez más desastrosos, como la llamada guerra de los Treinta Años. Durante este período, las armas de fuego europeas, debido a los constantes conflictos entre potencias europeas, mejoraron notablemente. Si bien Europa tenía una población muy inferior a China o India, y también una productividad menor (hacia 1500, Oriente Medio, China e India concentraban el 60 % de la producción mundial), los recursos provenientes de América y su tecnología militar serían un factor importante a partir de la segunda mitad del siglo XIX, cuando diversas potencias europeas tuvieron choques armados con China e India.
Un factor que influiría decisivamente en la expansión de la cultura europea (religión, lengua, etc.) fue la llamada expansión europea que tuvo una primera oleada en el siglo XVI en América y en dos oleadas posteriores hizo que gran parte de Asia, África y Oceanía también estuvieran controladas políticamente por países europeos.

Proceso de ampliación de la Unión Europea.

### Edad Contemporánea
Los procesos económicos y el desarrollo científico y tecnológico se aceleraron en desmedro de otros continentes de manera mucho más notoria durante la Edad Contemporánea, produciendo tensiones por competencias que desencadenaron más guerras (como las Guerras Napoleónicas y las Guerras Mundiales). Hoy los procesos tendentes a la unificación se procuran pacíficamente, tal es el caso de la Unión Europea, cuyo origen se remonta a la Declaración Schuman de 1950.
Europa es el continente que ha tenido más influencia política, militar y económica en la historia del mundo en los dos últimos siglos. Sin embargo, antes del siglo XIX, China e India eran demográficamente y económicamente más importantes que Europa: hacia 1500, Oriente Medio, India y China concentraban cerca del 60 % de la producción mundial; y poco antes de 1800, el 80 %.

## Geografía

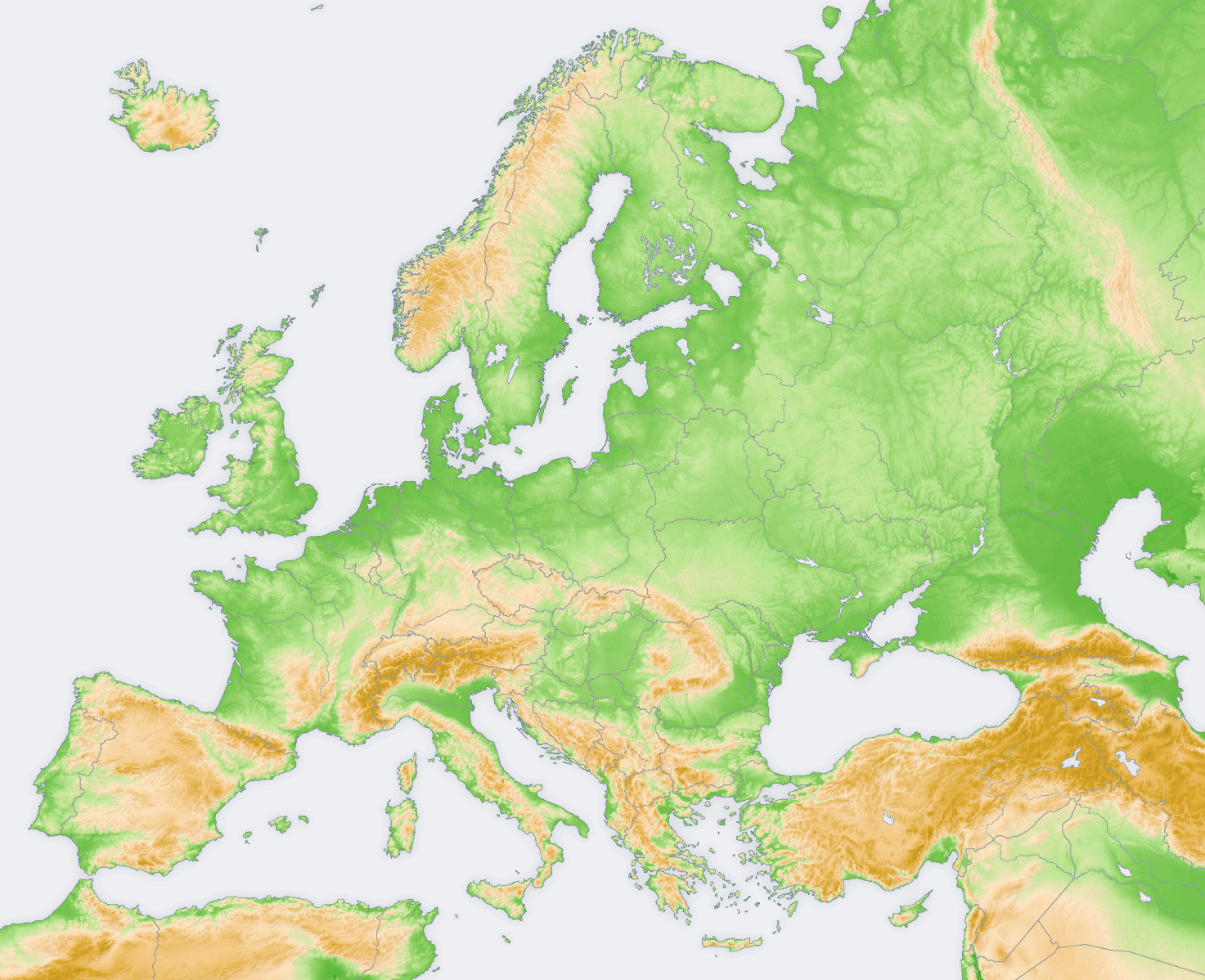
Topografía de Europa.

### Geografía física
Europa, el segundo continente más pequeño del mundo tras Oceanía, tiene una extensión de 10 530 751 km², representando el 7 % de las tierras emergidas.
Hablando estrictamente en términos de ciencia geográfica contemporánea, Europa, como Oceanía, dejan de estar categorizadas como continentes y son consideradas macro-unidades geográficas (MUG); ya que en efecto, en el caso de Europa esta macrounidad geográfica es una prolongación occidental del continente eurasiático. Caracteriza a Europa, tanto en lo geográfico (con mucha incidencia en lo climático como en su geografía humana), la elevada cantidad media de costas marítimas y oceánicas debida a la presencia de abundantes penínsulas, golfos, mares interiores e islas. Esto y el influjo de la corriente del Golfo y la proximidad de los desiertos cálidos de África y Asia determinan que en Europa prepondere, pese a las latitudes, un clima templado excepcionalmente benigno para la habitabilidad humana. Por otra parte la abundancia de costas e hidrovías ha permitido y permite el tránsito de poblaciones y luego su establecimiento desde fines del pleistoceno (cuando los Homo sapiens substituyeron a los Homo neandertalensis).

Regiones biogeográficas de Europa.

También es Europa, si se la considera de modo tradicional como un continente, el continente más llano, con una altura media de 230 metros. La máxima expresión de estas planicies es La gran llanura del Norte, que se extiende 2000 km desde las costas atlánticas francesas hasta los montes Urales, la frontera física más oriental con Asia. Los puntos más altos son el monte Elbrus (Rusia) en Europa oriental (5642 m), el Shkhara (Georgia) (5204 m) y el Mont Blanc (Francia-Italia) en Europa occidental (4807 m).

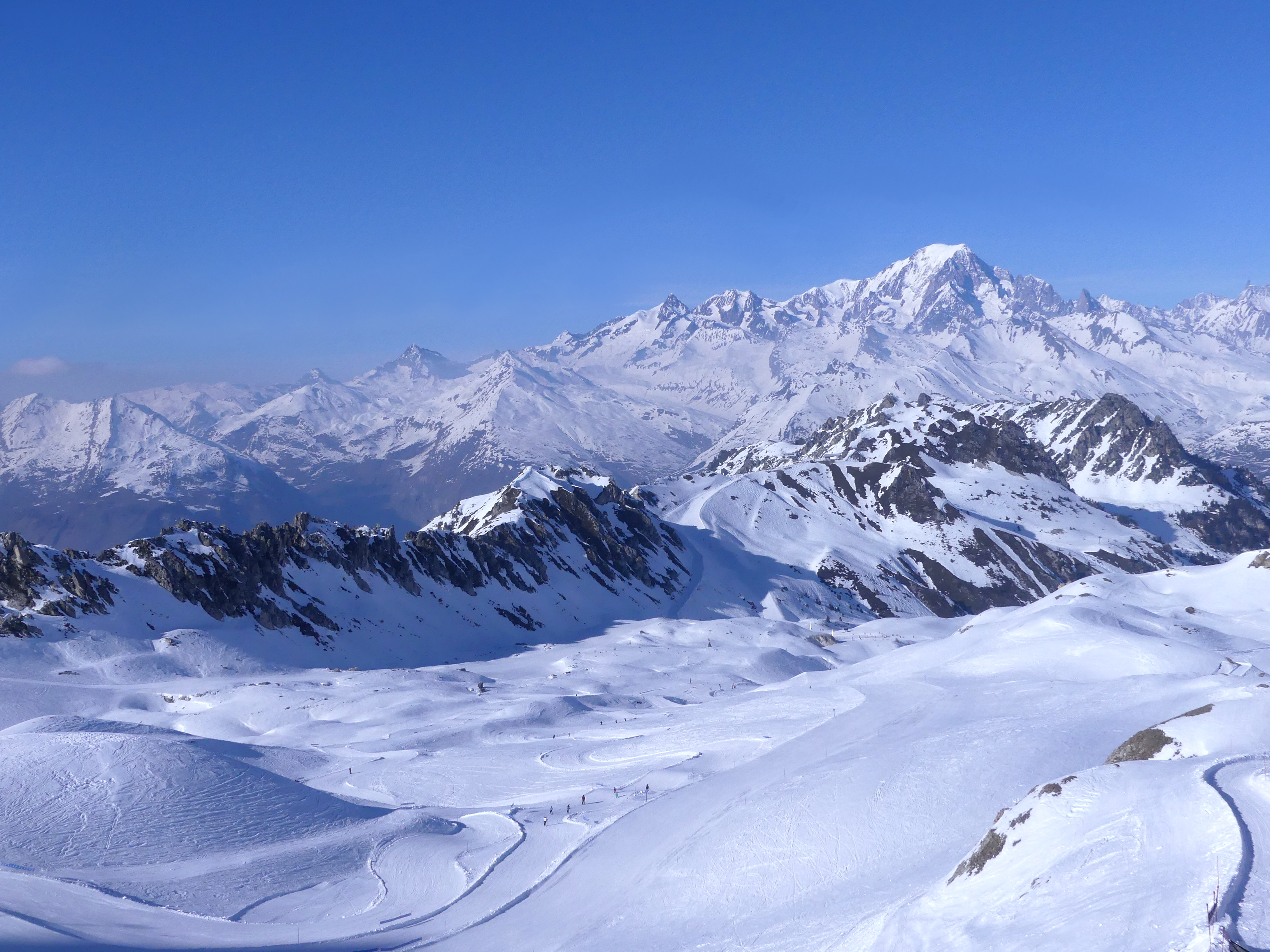
Mont Blanc visto desde Francia

Al sur, Europa está separada del continente africano por el mar Mediterráneo, frontera que se reduce a unos pocos kilómetros en el estrecho de Gibraltar, al sureste los límites con Asia también están dados por el Mediterráneo y sus mares subsidiarios, el mar de Mármara y el mar Negro. Si bien se observa, el mar Mediterráneo y su cuenca más que un límite (según los momentos históricos) es un nexo de unión con los otros «continentes» (las macrounidades geográficas de Asia y África), resultando los verdaderos límites culturales y étnicos las extensas regiones desérticas que se ubican al otro lado del Mediterráneo. Considerando a Islandia como parte de Europa y a Groenlandia como parte de América, se puede observar que las distancias entre Europa y el continente americano son también bastante exiguas.

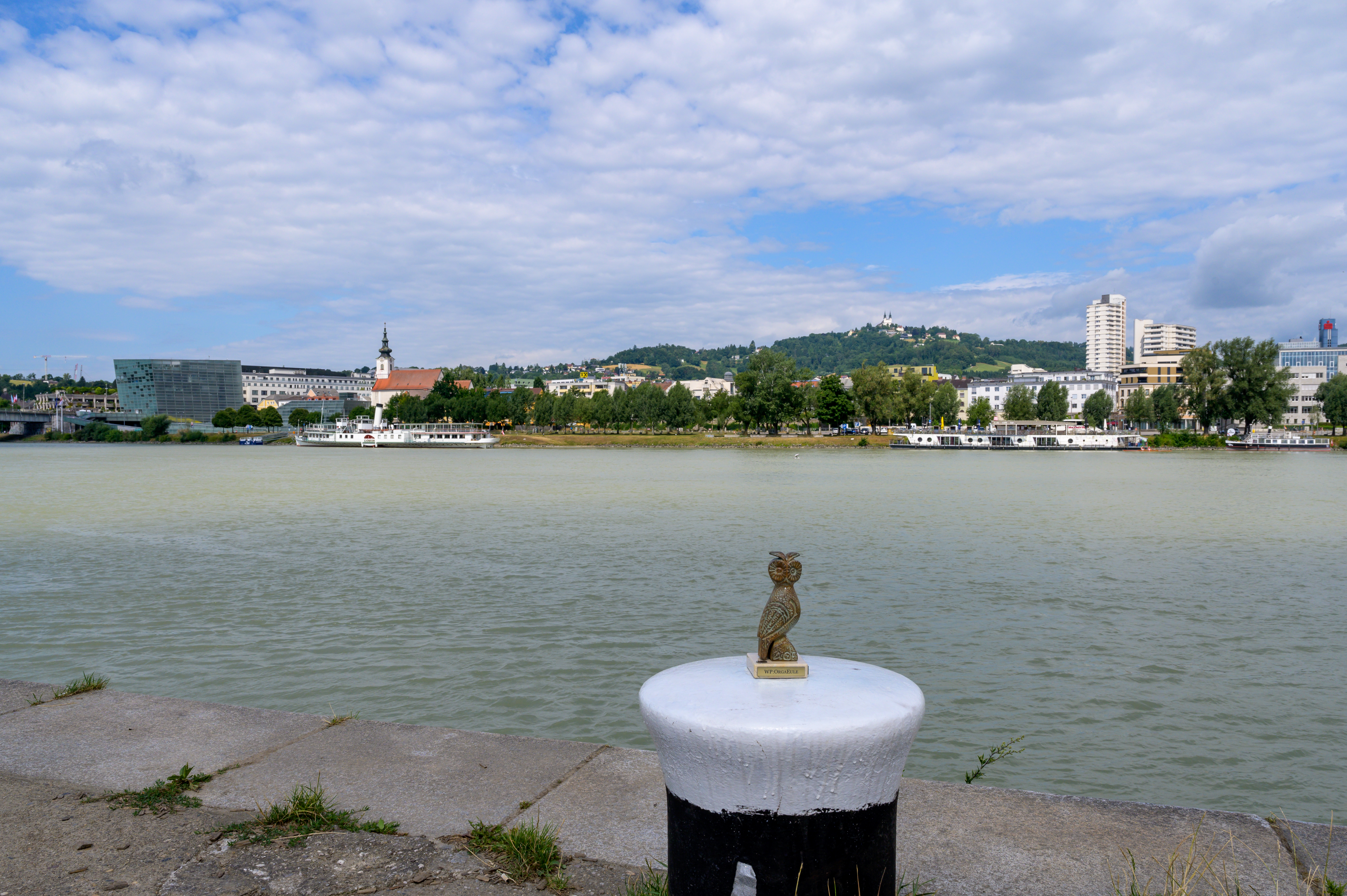
Danubio en Linz, Austria

Europa es el único continente sin desiertos áridos tropicales. Los bosques, que cubrían prácticamente toda Europa, han cedido bastante terreno producto de la actividad humana. En la actualidad, los países con mayor cantidad de hectáreas de bosques son Rusia, Francia, Ucrania, España y Suecia (que son también, además de la euroasiática Turquía, los más extensos territorialmente). Los principales ríos que por su navegabilidad tienen mayor transcendencia económica son el Volga, el Danubio, el Rin y el Loira, entre otros, siendo además algunos de los más extensos de Europa.
Entre los golfos de Europa destacan el golfo de Vizcaya (Francia y España), el de Cádiz (España y Portugal), el de Dardanelos y el del Bósforo (Turquía), el de Mesina (Italia) y el de Oresund (Dinamarca y Suecia), entre otros.
Sus principales penínsulas son la Escandinava (Suecia, Noruega), ibérica (España, Portugal, Andorra y Gibraltar), itálica (Italia, San Marino y Ciudad del Vaticano), balcánica (Grecia, Albania, Bulgaria, Macedonia del Norte, Serbia, Croacia, Montenegro, Bosnia-Herzegovina, Eslovenia y Rumania); además de las penínsulas de Kola (Rusia), Jutlandia (Dinamarca), Bretaña (Francia) y Crimea (disputado entre Rusia y Ucrania).
Sus principales islas son Gran Bretaña (Inglaterra, Escocia y Gales), Islandia e Irlanda (República de Irlanda e Irlanda del Norte), ubicadas en el norte de Europa. También Sicilia y Cerdeña (Italia), Córcega (Francia) y Creta (Grecia), en el sur de Europa (Mar Mediterráneo), entre otras.

### Geografía política

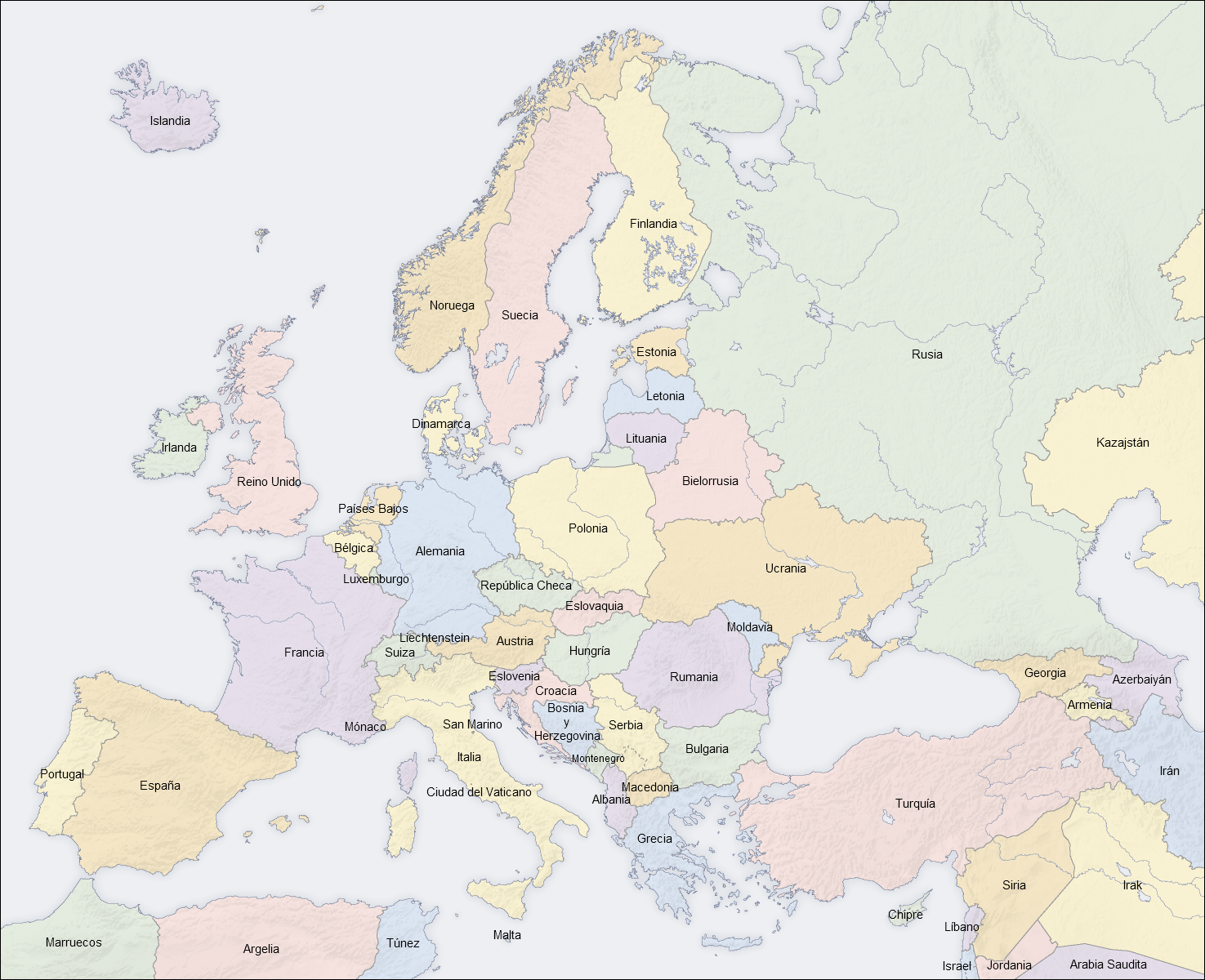
Mapa de países de Europa

Europa está dividida políticamente en cincuenta Estados soberanos, cinco Estados con limitado reconocimiento y seis territorios dependientes. En el continente se hallan algunos de los Estados nación más antiguos del mundo.

#### Organizaciones internacionales y regionales

Diagrama de Euler con las relaciones intergubernamentales en Europa

Todos los Estados europeos soberanos son miembros de pleno derecho de las Naciones Unidas (ONU), y se encuentran entre sus filas doce países europeos como fundadores. A nivel económico, los Estados europeos forman parte del Fondo Monetario Internacional (salvo Andorra, el Vaticano, Mónaco y Liechtenstein), aunque algunos no cumplen con el artículo VIII como son Bosnia y Herzegovina y Albania. En el caso de la Organización Mundial del Comercio se integran todos salvo el Principado de Mónaco y San Marino, además de países como Andorra, Azerbaiyán, Bielorrusia, Bosnia y Herzegovina, la Ciudad del Vaticano y Serbia que tienen el estatus de observadores. El potencial económico de Europa hace que cuatro países europeos (Alemania, Francia, Italia y Reino Unido) estén entre las principales economías del mundo. Estas potencias suelen unirse en los llamados G7, G12 y G20. Recientemente, se unió la Unión Europea como miembro permanente.
En materia de justicia y seguridad, todos los países europeos están integrados en la Interpol. En el caso de la Corte Penal Internacional, cuatro países no han firmado ni ratificado el Estatuto de Roma (Rusia, Azerbaiyán, Turquía y Vaticano). Mientras que son tres los firmantes que aún no lo han ratificado (Ucrania, Armenia y Mónaco). Rusia, por su parte, firmó el Estatuto, pero en 2016 retiró su firma. En el resto de países se acepta la jurisdicción del Corte Penal Internacional para juzgar casos de crímenes contra la humanidad.
En caso del Movimiento de Países No Alineados (1961) solo dos naciones europeas (Bielorrusia y Azerbaiyán) forman parte de esta organización en favor de la neutralidad.
Existen otras organizaciones de tipo transcontinental como la OCDE en 1961 (países americanos, europeos y asiáticos) a la que se adhirieron veinticuatro países europeos. Como organizaciones transcontinentales entre Europa y América encontramos la Organización para la Seguridad y la Cooperación en Europa (1975) para fomentar la democracia, los derechos humanos, el control de armas y la seguridad. También la organización militar OTAN (1949), a la que pertenecen veintiséis Estados europeos (dos potencias nucleares como el Reino Unido y Francia). De igual modo la OTAN mantiene desde 1994 un programa para estrechar lazos con Estados de la antigua Unión Soviética y otros países europeos, la Asociación para la Paz.
Rusia mantiene una alianza militar contrapuesta a la Organización del Tratado del Atlántico Norte, y es la Organización del Tratado de la Seguridad Colectiva de la que forman parte seis naciones (Rusia, Armenia y Bielorrusia por parte europea más Kazajistán, Tayikistán y Kirguistán).
A nivel de investigación destaca la Agencia Espacial Europea (1975), a la que pertenecen veintidós Estados europeos, que fomenta la exploración espacial y el programa de satélites europeos.
La mayoría de los países europeos dado su peso político y financiero están presentes en muchas organizaciones mundiales y regionales (fuera de Europa) en calidad de miembros permanentes o miembros observadores caso del Banco Asiático de Desarrollo (1966), con cuarenta y ocho países regionales y diecinueve no regionales, o el Banco Asiático de Inversión en Infraestructura, a iniciativa de la República Popular de China en 2014, que engloba a treinta y un Estados asiáticos y algunos europeos como España, Alemania o Francia.
La organización regional más antigua de Europa es el Consejo de Europa (1949), que es una organización internacional de ámbito regional destinada a promover, mediante la cooperación de los Estados de Europa, la configuración de un espacio político y jurídico común en el continente, sustentado sobre los valores de la democracia, los derechos humanos y el imperio de la ley. Constituido por el Tratado de Londres el 5 de mayo de 1949, la única que integra en su seno a todos los Estados europeos, con la salvedad de Bielorrusia, Kazajistán y la Ciudad del Vaticano, excluidos por ser sus regímenes políticos incompatibles con los principios que sustentan la pertenencia al Consejo.

Unión Europea y países candidatos.

El Consejo de Europa ha perdido peso en la actualidad, ya que la política europea viene marcada por la existencia de un ente al cual pertenecen veintisiete países de Europa. Se trata de la Unión Europea (creada en 1958 como Comunidad Económica Europea). La Unión Europea fomenta la integración de sus miembros mediante una serie de mecanismos como la cesión de competencias a la Unión Europea, supeditación de los Estados a leyes europeas, Justicia europea o política exterior única y consensuada. Además, los Estados miembros de la Unión participan a través de las instituciones comunitarias como el Consejo de la Unión Europea, la Comisión Europea o el Parlamento Europeo entre otras. La Unión trabaja en varios organismos regionales tanto para los Estados miembros como para los países no pertenecientes a la Unión Europea:
- Mercado Único Europeo: es uno de los instrumentos de integración económica de la Unión, consistente en el establecimiento de un mercado común entre los Estados miembros. En este mercado único circulan libremente los bienes, servicios y capitales y las personas y, en su interior, los ciudadanos de la Unión pueden vivir, trabajar, estudiar o hacer negocios con libertad.
- Espacio Económico Europeo (1994): Acuerdo entre los miembros de la Unión Europea (UE) y de la Asociación Europea de Libre Comercio (AELC), excepto Suiza. Su creación permitió a los países de la AELC participar en el mercado interior de la Unión Europea sin tener que adherirse a la UE.
- Unión Aduanera de la Unión Europea: es una unión aduanera entre todos los Estados miembros de la Unión Europea y cuatro Estados no miembros (Andorra, San Marino, Mónaco y Turquía) más las dependencias británicas en Europa (salvo Gibraltar). A diferencia de la zona de libre comercio, los miembros de la unión aduanera imponen una tarifa común a las mercancías exteriores que entran a la unión.
- Acuerdo de Schengen (1995): Que suprime los controles fronterizos interiores en favor de la libre circulación.
- Eurozona (1999): Creada por los países de la Unión, actualmente 19, que aceptaron el euro como moneda y toman las decisiones a través del Banco Central Europeo. Además otros cuatro países fuera de la Unión utilizan el euro mediante un acuerdo previo (Andorra, San Marino, Mónaco y Vaticano) y dos lo hacen sin acuerdo previo, Kosovo y Montenegro).
- Sistema Europeo de Bancos Centrales: El objetivo primordial que se asigna al SEBC es el de mantener la estabilidad de precios, sin perjuicio de lo cual «apoyará las políticas económicas generales de la Comunidad».

Aparte de ser un actor principal dentro del continente europeo, la Unión Europea, mantiene relaciones con otros organismos continentales: mantiene reuniones con países de Asia (ASEM), con la CELAC mediante las Cumbre CELAC-UE y con Estados de África, del Caribe y del Pacífico (ACP) para, a través de varios acuerdos (el más reciente Acuerdo de Cotonú del año 2000) luchar contra la pobreza junto a la Unión Europea que trabaja por medio del Fondo Europeo de Desarrollo. La Unión Europea trabaja a través de la firma de acuerdos económicos.
La principal alternativa europea en bloque económico a la Unión Europea fue la Asociación Europea de Libre Comercio (EFTA en inglés) fundada en 1960 como contrapeso a la CEE. Sin embargo con el paso del tiempo muchos de sus miembros abandonaron la organización para ingresar en la CEE (Reino Unido y Dinamarca en 1972, Portugal en 1986, Finlandia, Austria y Suecia en 1991) dejando el bloque con cuatro miembros (Suiza, Liechtenstein, Noruega e Islandia). A nivel político encontramos el Estado de la Unión (1997) una unión entre Rusia y Bielorrusia.
Existen otros organismos de carácter regional como el NB8 (8 Nórdico-Báltico), organismo de cooperación entre Estados nórdicos y bálticos. Estas dos áreas tienen además sus propias organizaciones como el Consejo Nórdico (1952) y la Asamblea Báltica (1990). Una de las más antiguas es la unión política-económica de Bélgica, Países Bajos y Luxemburgo, conocida como Benelux, que fue fundada en 1948.
Las islas británicas (compuestas por Irlanda y el Reino Unido) estaban integradas en la Unión Europea. En 2020, se produjo la salida del Reino Unido de la Unión Europea mientras que Irlanda permanece en la Unión. Ambos países están fuera del espacio Schengen. Por otra parte, entre ambos mantienen desde 1923 una área de libre circulación que permite a los ciudadanos de ambos países moverse en las islas sin control de pasaportes.
En la zona oriental de Europa existen también otras organizaciones regionales como el Grupo de Visegrado (1991) para fomentar la cooperación entre Hungría, Polonia, la República Checa y Eslovaquia. O la Cooperación Económica del Mar Negro (1992) con países miembros ribereños del mar Negro más Albania, Serbia, Moldavia, Azerbaiyán y Grecia. Destaca también el Acuerdo centroeuropeo de libre cambio (CEFTA) fundado en 1992 para los países orientales de Europa similar a la EFTA y a la CEE. En su máximo esplendor estuvo compuesto por catorce Estados pero actualmente lo conforman seis (cuatro de la Antigua Yugoslavia más Moldavia y Albania), otros Estados la abandonaron para ingresar en la Unión Europea:
- Polonia, Hungría, República Checa, Eslovaquia y Eslovenia (2004)
- Rumania y Bulgaria (2007)
- Croacia (2013)

En 2013, fue un grupo informal llamado EuroMed cuyo ámbito es de crear una alianza del sur para representar la singularidad de sus miembros. Los miembros son: Chipre, Croacia, Eslovenia, España, Francia, Grecia, Italia, Malta y Portugal.
Rusia tienen una fuerte influencia en países europeos de la antigua órbita soviética, de ello se desprende la creación de la Comunidad de Estados Independientes (1992), que incluye a Azerbaiyán, Bielorrusia, Moldavia y Armenia. Finalmente, para contrarrestar esta influencia rusa, se creó en 1997 GUAM entre cuatro países relacionados con la Comunidad de Estados Independientes: Georgia (antiguo miembro), Ucrania (Estado observador), Azerbaiyán, y Moldavia.

Grupos regionales según la ONU
Grupos regionales según The World Factbook
Cronología de adhesiones a la OTAN

#### Estados soberanos
| Bandera                                                | Nombre/Nombre oficial                                       | Establecido | Superficie (km²) | Población   | Habitantes por km² | Capital              | Idioma(s) oficial(es) |
| ------------------------------------------------------ | ----------------------------------------------------------- | ----------- | ---------------- | ----------- | ------------------ | -------------------- | --------------------- |
| Bandera de Albania                                     | Albania República de Albania                                | 1912        | 28 748           | 2 832 439   | 103                | Tirana               | sq                    |
| Bandera de Alemania · Bandera de Unión Europea         | Alemania República Federal de Alemania                      | 1871        | 357 022          | 83 294 633  | 239                | Berlín               | de                    |
| Bandera de Andorra                                     | Andorra Coprincipado de Andorra                             | 1278        | 468              | 80 088      | 170                | Andorra la Vieja     | ca                    |
| Bandera de Armenia                                     | Armenia República de Armenia                                | 1991        | 29 749           | 2 777 970   | 98                 | Ereván               | hy                    |
| Bandera de Austria · Bandera de Unión Europea          | Austria República de Austria                                | 1918        | 83 871           | 8 958 960   | 109                | Viena                | de                    |
| Bandera de Azerbaiyán                                  | Azerbaiyán República de Azerbaiyán                          | 1991        | 86 600           | 10 412 651  | 126                | Bakú                 | az                    |
| Bandera de Bélgica · Bandera de Unión Europea          | Bélgica Reino de Bélgica                                    | 1830        | 30 528           | 11 686 140  | 386                | Bruselas             | nl/fr/de              |
| Bandera de Bielorrusia                                 | Bielorrusia República de Bielorrusia                        | 1991        | 207 600          | 9 498 238   | 47,0               | Minsk                | ru/be                 |
| Bandera de Bosnia y Herzegovina                        | Bosnia y Herzegovina                                        | 1992        | 51 917           | 3 211 000   | 62,0               | Sarajevo             | bs/hr/sr              |
| Bandera de Bulgaria · Bandera de Unión Europea         | Bulgaria República de Bulgaria                              | 1908        | 110 879          | 6 385 500   | 62,0               | Sofía                | bg                    |
| Bandera de Chipre · Bandera de Unión Europea           | Chipre República de Chipre                                  | 1960        | 9251             | 1 260 138   | 136                | Nicosia              | el/tk                 |
| Bandera de Croacia · Bandera de Unión Europea          | Croacia República de Croacia                                | 1991        | 56 594           | 4 008 617   | 72,0               | Zagreb               | hr                    |
| Bandera de Dinamarca · Bandera de Unión Europea        | Dinamarca Reino de Dinamarca                                | 935         | 43 094           | 5 593 785   | 129,8              | Copenhague           | da/fo/kl              |
| Bandera de Eslovaquia · Bandera de Unión Europea       | Eslovaquia República Eslovaca                               | 1993        | 49 035           | 5 795 199   | 121                | Bratislava           | sk                    |
| Bandera de Eslovenia · Bandera de Unión Europea        | Eslovenia República de Eslovenia                            | 1991        | 20 273           | 2 119 675   | 105                | Liubliana            | sl                    |
| Bandera de España · Bandera de Unión Europea           | España Reino de España                                      | 1516        | 505 370          | 47 519 628  | 95                 | Madrid               | es/ca/gl/eu           |
| Bandera de Estonia · Bandera de Unión Europea          | Estonia República de Estonia                                | 1991        | 45 228           | 1 322 765   | 31,0               | Tallin               | et                    |
| Bandera de Finlandia · Bandera de Unión Europea        | Finlandia República de Finlandia                            | 1918        | 338 415          | 5 545 475   | 18,0               | Helsinki             | fi/sv                 |
| Bandera de Francia · Bandera de Unión Europea          | Francia República Francesa                                  | 843         | 643 801          | 66 836 154  | 103,8              | París                | fr                    |
| Bandera de Georgia                                     | Georgia Estado de Georgia                                   | 1991        | 69 700           | 3 728 282   | 54,0               | Tiflis               | ka                    |
| Bandera de Grecia · Bandera de Unión Europea           | Grecia República Helénica                                   | 1832        | 131 957          | 10 341 277  | 80,0               | Atenas               | el                    |
| Bandera de Hungría · Bandera de Unión Europea          | Hungría                                                     | 1918        | 93 028           | 10 156 239  | 112                | Budapest             | hu                    |
| Bandera de Irlanda · Bandera de Unión Europea          | Irlanda República de Irlanda                                | 1937        | 70 273           | 5 056 935   | 73,0               | Dublín               | ga/en                 |
| Bandera de Islandia                                    | Islandia República de Islandia                              | 1944        | 103 000          | 375 318     | 4                  | Reikiavik            | is                    |
| Bandera de Italia · Bandera de Unión Europea           | Italia República Italiana                                   | 1861        | 301 340          | 58 870 762  | 200                | Roma                 | it                    |
| Bandera de Letonia · Bandera de Unión Europea          | Letonia República de Letonia                                | 1991        | 64 589           | 1 830 211   | 29,0               | Riga                 | lv                    |
| Bandera de Liechtenstein                               | Liechtenstein Principado de Liechtenstein                   | 1719        | 160              | 39 584      | 247,1              | Vaduz                | de                    |
| Bandera de Lituania · Bandera de Unión Europea         | Lituania República de Lituania                              | 1991        | 65 300           | 2 718 352   | 43,0               | Vilna                | lt                    |
| Bandera de Luxemburgo · Bandera de Unión Europea       | Luxemburgo Gran Ducado de Luxemburgo                        | 1890        | 2586             | 654 768     | 253                | Ciudad de Luxemburgo | lb/fr/de              |
| Bandera de Macedonia del Norte                         | Macedonia del Norte República de Macedonia del Norte        | 1991        | 25 713           | 2 085 679   | 83,0               | Skopie               | mk/sq                 |
| Bandera de Malta · Bandera de Unión Europea            | Malta República de Malta                                    | 1974        | 316              | 415 196     | 1313,9             | La Valeta            | mt/en                 |
| Bandera de Moldavia                                    | Moldavia República de Moldavia                              | 1991        | 33 851           | 3 510 485   | 103,7              | Chisináu             | ro                    |
| Bandera de Mónaco                                      | Mónaco Principado de Mónaco                                 | 1861        | 2                | 30 581      | 15 290,5           | Ciudad de Mónaco     | fr                    |
| Bandera de Montenegro                                  | Montenegro                                                  | 2006        | 13 812           | 644 578     | 46,6               | Podgorica            | n/d                   |
| Bandera de Noruega                                     | Noruega Reino de Noruega                                    | 1905        | 323 802          | 5 265 158   | 16,2               | Oslo                 | no                    |
| Bandera de los Países Bajos · Bandera de Unión Europea | Países Bajos Reino de los Países Bajos                      | 1815        | 41 543           | 17 016 967  | 409,6              | Ámsterdam            | nl                    |
| Bandera de Polonia · Bandera de Unión Europea          | Polonia República de Polonia                                | 1918        | 312 685          | 38 652 326  | 123,2              | Varsovia             | pl                    |
| Bandera de Portugal · Bandera de Unión Europea         | Portugal República Portuguesa                               | 1139        | 92 090           | 10 833 816  | 117,6              | Lisboa               | pt                    |
| Bandera del Reino Unido                                | Reino Unido Reino Unido de Gran Bretaña e Irlanda del Norte | 1801        | 243 610          | 64 430 428  | 264,4              | Londres              | en/cy/gd/ga           |
| Bandera de República Checa · Bandera de Unión Europea  | República Checa                                             | 1993        | 78 867           | 10 644 842  | 134,9              | Praga                | cs                    |
| Bandera de Rumania · Bandera de Unión Europea          | Rumania                                                     | 1878        | 238 391          | 21 599 736  | 90,6               | Bucarest             | ro                    |
| Bandera de Rusia                                       | Rusia Federación Rusa                                       | 1547        | 17 098 242       | 144 444 359 | 9                  | Moscú                | ru                    |
| Bandera de San Marino                                  | San Marino Serenísima República de San Marino               | 1243        | 61               | 33 285      | 545,6              | Ciudad de San Marino | it                    |
| Bandera de Serbia                                      | Serbia República de Serbia                                  | 1878        | 77 474           | 7 149 077   | 82,0               | Belgrado             | sr                    |
| Bandera de Suecia · Bandera de Unión Europea           | Suecia Reino de Suecia                                      | 1523        | 450 295          | 9 880 604   | 21,9               | Estocolmo            | sv                    |
| Bandera de Suiza                                       | Suiza Confederación Suiza                                   | 1815        | 41 277           | 8 179 294   | 198,1              | Berna                | de/fr/it/rm           |
| Bandera de Turquía                                     | Turquía República de Turquía                                | 1923        | 783 562          | 84 614 362  | 110                | Ankara               | tr                    |
| Bandera de Ucrania                                     | Ucrania                                                     | 1991        | 603 550          | 36 744 634  | 63,0               | Kiev                 | uk                    |
| Bandera de Ciudad del Vaticano                         | Vaticano Estado de la Ciudad del Vaticano                   | 1929        | 0,44             | 1000        | 2272,7             | Ciudad del Vaticano  | la/it                 |
|                                                        |                                                             | Total       | 10 530 751       | 743 704 000 | 70,0               |                      |                       |

https://www.worldometers.info/world-population/population-by-country/#google_vignette Population by Country (2024) (en inglés)

#### Estados con reconocimiento limitado
Esta tabla recoge los Estados europeos con una independencia de facto como naciones con un limitado reconocimiento internacional. Ninguno es miembro de la Organización de las Naciones Unidas:
| Bandera                   | Nombre/ Nombre oficial                         | Declaración | Superficie (km²) | Población | Densidad de población (por km²) | Capital  | Idioma(s) oficial(es) |
| ------------------------- | ---------------------------------------------- | ----------- | ---------------- | --------- | ------------------------------- | -------- | --------------------- |
| Bandera de Abjasia        | Abjasia República de Abjasia                   | 2008        | 8432             | 216 000   | 28,24                           | Sujumi   | ab/ru                 |
| Bandera de Kosovo         | Kosovo República de Kosovo                     | 2008        | 10 887           | 1 883 018 | 172,9                           | Pristina | sq/sr                 |
|                           | República Turca del Norte de Chipre            | 1983        | 3355             | 265 100   | 86                              | Nicosia  | tk                    |
| Bandera de Osetia del Sur | Osetia del Sur República de Osetia del Sur     | 2008        | 3900             | 70 000    | 21                              | Tsjinval | os/ru/ka              |
| Bandera de Transnistria   | Transnistria República Moldava Pridnestroviana | 1990        | 4163             | 537 000   | 133                             | Tiráspol | ru/ro/uk              |
|                           |                                                | Total       | 42 195           | 3 031 738 | 71,8                            |          |                       |

Datos de superficie y población consultados en The World factbook (enlace roto disponible en Internet Archive; véase el historial, la primera versión y la última). para el año 2016.

#### Dependencias
Estos territorios dependen de otras naciones europeas en diversas materias. Los territorios fuera de la Europa continental están catalogados como países y territorios de ultramar (o PTU), las dependencias, regiones ultraperiféricas y territorios de ultramar de los Estados miembros de la Unión Europea que no forman parte de la Unión, sino que tiene un estatuto de asociados a los Estados miembros desde el Tratado de Lisboa. En el caso de las bases soberanas de Akrotiri y Dekelia en Chipre, no forman parte de la UE, aunque a los ciudadanos que residen y trabajan en ellas se les aplica la legislación de la UE, siempre que se traten de ciudadanos de la UE. En este caso se considera que se encuentran en territorio chipriota, aplicándose por tanto las leyes de este país.
| Bandera                 | Nombre/ Nombre oficial                      | Estatus | Estado      | Superficie (km²) | Población | Habitantes por km² | Capital          | Idioma(s) oficial(es) |
| ----------------------- | ------------------------------------------- | ------- | ----------- | ---------------- | --------- | ------------------ | ---------------- | --------------------- |
| Bandera del Reino Unido | Akrotiri y Dekelia Territorio de ultramar   | 1960    | Reino Unido | 123              | 15 700    | 127,6              | Episkopi         | en                    |
| Bandera de Gibraltar    | Gibraltar Territorio de ultramar            | 2002    | Reino Unido | 5,9              | 29 328    | 4189,7             | Gibraltar        | en                    |
| Bandera de Guernsey     | Bailía de Guernsey Dependencia de la Corona | 1204    | Reino Unido | 78               | 66 297    | 849,9              | Saint Peter Port | en/fr                 |
| Bandera de Jersey       | Bailía de Jersey Dependencia de la Corona   | 1204    | Reino Unido | 116              | 98 069    | 845,4              | Saint Helier     | en/fr                 |
| Bandera de Isla de Man  | Isla de Man Dependencia de la Corona        | 1765    | Reino Unido | 572              | 88 195    | 154,1              | Douglas          | en/gv                 |
| Bandera de Noruega      | Svalbard Territorio de ultramar             | 2002    | Noruega     | 62 045           | 1872      | 0,03               | Longyearbyen     | no                    |
|                         |                                             |         | Total       | 62 939,9         | 299 461   | 0,5                |                  |                       |

Datos de superficie y población consultados en The World Factbook (enlace roto disponible en Internet Archive; véase el historial, la primera versión y la última). para el año 2016.

##### Dependencias de países miembros de la Unión Europea
Se trata de Åland (perteneciente a Finlandia) y las Islas Feroe (pertenecientes a Dinamarca). Estos territorios gozan de gran autonomía.
Åland forma parte de la Unión Europea, aunque con una serie de particularidades. Åland también forma parte del espacio Schengen. Sin embargo, las Islas Feroe no son parte de la Unión Europea, así como los daneses que viven en ellas no tienen la ciudadanía europea, y tampoco forman parte del espacio Schengen. Sin embargo, no existen controles fronterizos entre las Islas Feroe y dicho espacio.
| Bandera                                     | Nombre/ Nombre oficial           | Estatus | Estado             | Superficie (km²) | Población | Habitantes por km² | Capital   | Idioma(s) oficial(es) |
| ------------------------------------------- | -------------------------------- | ------- | ------------------ | ---------------- | --------- | ------------------ | --------- | --------------------- |
| Bandera de Åland · Bandera de Unión Europea | Åland Región autónoma            | 1921    | Finlandia          | 1583             | 30 144    | 19,0               | Mariehamn | sv                    |
| Bandera de Islas Feroe                      | Islas Feroe Nación constituyente | 1948    | Reino de Dinamarca | 1393             | 54 149    | 38,87              | Tórshavn  | fo/da                 |
|                                             |                                  |         | Total              | 2976             | 84 293    | 28,32              |           |                       |

Datos de superficie y población consultados en The World factbook (enlace roto disponible en Internet Archive; véase el historial, la primera versión y la última). para el año 2016.

## Economía

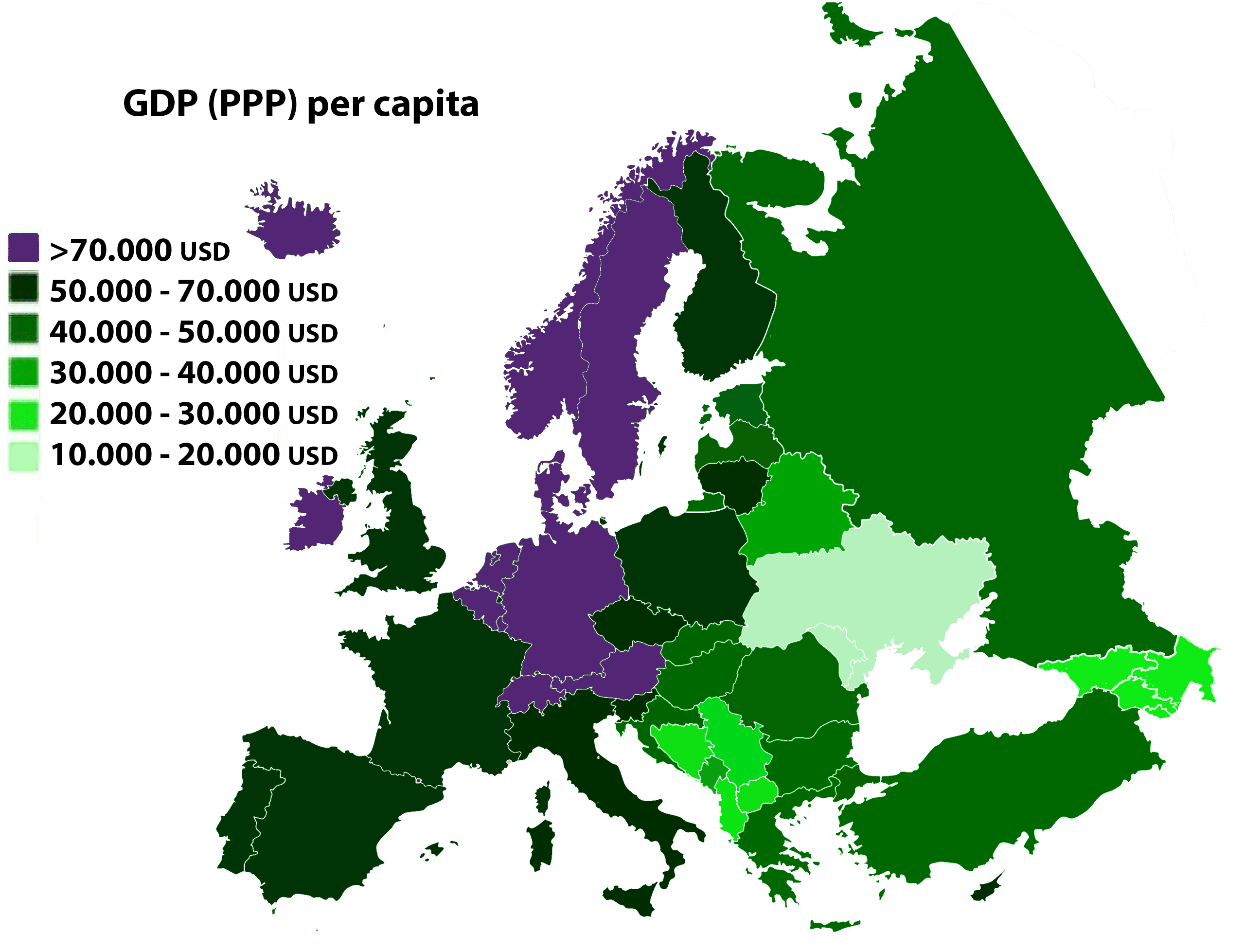
Naciones europeas según renta per cápita.

En el siglo XIX, se realiza la primera integración moderna de la economía de varios Estados europeos a través de la Unión Aduanera de Alemania. Durante esa época se consolida el poderío económico europeo y Europa a finales del siglo XIX llegó a ser la macrorregión con mayor renta per cápita del mundo, siendo actualmente un continente donde se colocan la mayor parte de países de renta alta.
Aun siendo la renta media europea alta, existe una gran disparidad en la riqueza económica de los distintos países europeos, así, mientras en las cinco principales economías el PIB per cápita supera los 50 000 USD por persona, Moldavia apenas sobrepasa los 2000 USD. El FMI estima que el PIB (PPA) europeo para 2022, fue de $32,25 billones de dólares, un 21,2 % del PIB mundial.

### Historia económica
Si bien existieron en Europa desde la Antigüedad grandes imperios que eran potencias militares y sus sociedades tenían un grado de especialización y complejidad económica superiores a otras partes del planeta, ni durante la Edad Media ni durante la Edad Moderna la economía europea fue superior a la de otras regiones de Asia. Durante la Edad Moderna, Asia aún siguió siendo el continente económicamente más productivo. Hacia 1500, Oriente Medio, India y China concentraban cerca del 60 % de la producción mundial, y poco antes de 1800 el 80 %. Durante el siglo XVIII, los textiles de India se exportaban extensivamente a Francia e Inglaterra. Y gran cantidad de productos industriales chinos estaban presentes, tanto en la América colonial desde el siglo XVII, como en Europa. Se estima que un 75 % de la plata extraída por los españoles en América acabó en China a cambio de la compra de productos manufacturados en China. La revolución industrial europea alteró este equilibrio, y mediante conquista militar gran parte de Asia y África pasaron a estar controladas por potencias europeas, durante la segunda y tercera oleadas de la Expansión europea.
Durante el siglo XX, Europa y algunas de sus excolonias en América pasaron a ser las regiones más productivas y con mayor renta per cápita en el mundo. Aunque en los años 1920, Estados Unidos superaría ya a los países europeos más desarrollados en renta per cápita. Aun así, Europa ha seguido siendo uno de los principales polos económicos del mundo hasta el siglo XXI, con niveles de renta solo igualados por Estados Unidos, Canadá, Australia, Nueva Zelanda, Japón y Corea del Sur. Sin embargo, la nueva realidad de la economía mundial se ha consolidado en el transcurso de las tres últimas décadas, marcada principalmente por la desintegración de la Unión Soviética y el vertiginoso crecimiento de la República Popular China y otras regiones de Asia.
Uno de los factores más notorios de la dinámica económica europea desde 1970 fue la materialización de la unidad económica de buena parte de Europa. Así, la dinámica económica del continente ha estado supeditada al funcionamiento de la Unión Europea. En la actualidad, veinte Estados europeos comparten una misma moneda, el euro (€). Otra de las particularidades de la economía europea es el hecho de que varios estados de poca extensión territorial, sin mayores recursos naturales y sin poseer costas, cuentan con economías prósperas y con un elevado nivel de vida. Tal es el caso de Andorra, Luxemburgo, Suiza o Liechtenstein, así como Mónaco, aunque este último posee costas en el Mediterráneo.
La dinámica de la economía europea se ha visto afectada en los últimos cincuenta años por dos cambios importantes en la economía mundial. El primero de ellos ha sido la globalización. Por ella, gran parte de la actividad industrial ha pasado a Extremo Oriente, y por eso Europa ha basado un porcentaje cada vez más mayor de su economía en sectores de alta tecnología y servicios financieros. Esto ha provocado en gran parte la financiarización de la economía productiva, que por una serie de malos diseños y mala regulación desencadenó la Gran Recesión de 2008 que fue especialmente aguda en muchas regiones de Europa y tuvo efectos políticos y el crecimiento del rechazo a la profundización de la unión política en la Unión Europea. Así en 2016, se aprobó la salida del Reino Unido de la Unión Europea, hecho que dio credibilidad al euroescepticismo en otros países europeos.

### Moneda

Bandera oficial de la Unión Europea.

| Países | Moneda                   |
| --- | ------------------------ |
| Bandera de Andorra · Bandera de Kosovo · Bandera de Mónaco · Bandera de Montenegro · Bandera de San Marino · Bandera de Ciudad del Vaticano · Bandera de Alemania · Bandera de Croacia · Bandera de Austria · Bandera de España · Bandera de Portugal · Bandera de Francia · Bandera de Italia · Bandera de Unión Europea · Bandera de Irlanda · Bandera de Luxemburgo · Bandera de los Países Bajos · Bandera de Bélgica · Bandera de Grecia · Bandera de Finlandia · Bandera de Estonia · Bandera de Letonia · Bandera de Lituania · Bandera de Eslovenia · Bandera de Eslovaquia · Bandera de Chipre · Bandera de Malta | Euro (€, EUR)            |
| Bandera del Reino Unido · Bandera de Gibraltar · Bandera de Isla de Man · Bandera de Guernsey · Bandera de Jersey | Libra esterlina (£, GBP) |
| Bandera de Liechtenstein · Bandera de Suiza · Bandera de Campione d'Italia · Escudo de Büsingen am Hochrhein | Franco suizo (CHF)       |
| Bandera de Rusia · Bandera de Abjasia · Bandera de Osetia del Sur | Rublo ruso (RUB)         |
| Bandera de Dinamarca · Bandera de Groenlandia · Bandera de Islas Feroe | Corona danesa            |
| Bandera de Albania | Lek                      |
| Bandera de Bielorrusia | Rublo bielorruso (BYR)   |
| Bandera de Bosnia y Herzegovina | Marco convertible (BHK)  |
| Bandera de Bulgaria | Lev (BGN)                |
| Bandera de Hungría | Florín húngaro           |
| Bandera de Islandia | Corona islandesa (ISK)   |
| Bandera de Kazajistán | Tenge (KZT)              |
| Bandera de Macedonia del Norte | Dinar macedonio (MKD)    |
| Bandera de Moldavia | Leu moldavo (MDL)        |
| Bandera de Noruega | Corona (kr, NOK)         |
| Bandera de Polonia | Esloti (PLN)             |
| Bandera de República Checa | Corona checa (CZK)       |
| Bandera de Rumania | Leu (RON)                |
| Bandera de Serbia | Dinar (RSD)              |
| Bandera de Suecia | Corona (kr, SEK)         |
| Bandera de Turquía | Lira turca (TRY)         |
| Bandera de Ucrania | Grivna (UAH)             |

## Demografía

### Población histórica
Fuente: Maddison y otros (Universidad de Groningen)
| País/región                    | 1       | 1000    | 1500    | 1600    | 1700    | 1820      | 1870      | 1913      | 1950      | 1973      | 1998      | 2020      |
| ------------------------------ | ------- | ------- | ------- | ------- | ------- | --------- | --------- | --------- | --------- | --------- | --------- | --------- |
| Austria                        | 500     | 700     | 2,000   | 2,500   | 2,500   | 3,369     | 4,520     | 6,767     | 6,935     | 7,586     | 8,078     | 8,901     |
| Bélgica                        | 300     | 400     | 1,400   | 1,600   | 2,000   | 3,424     | 5,096     | 7,666     | 8,640     | 9,738     | 10,197    | 11,493    |
| Dinamarca                      | 180     | 360     | 600     | 650     | 700     | 1,155     | 1,888     | 2,983     | 4,269     | 5,022     | 5,303     | 5,823     |
| Finlandia                      | 20      | 40      | 300     | 400     | 400     | 1,169     | 1,754     | 3,027     | 4,009     | 4,666     | 5,153     | 5,536     |
| Francia                        | 5,000   | 6,500   | 15,000  | 18,500  | 21,471  | 31,246    | 38,440    | 41,463    | 41,836    | 52,118    | 58,805    | 67,287    |
| Alemania                       | 3,000   | 3,500   | 12,000  | 16,000  | 15,000  | 24,905    | 39,231    | 65,058    | 68,371    | 78,956    | 82,029    | 83,191    |
| Italia                         | 7,000   | 5,000   | 10,500  | 13,100  | 13,300  | 20,176    | 27,888    | 37,248    | 47,105    | 54,751    | 57,592    | 59,258    |
| Países Bajos                   | 200     | 300     | 950     | 1,500   | 1,900   | 2,355     | 3,615     | 6,164     | 10,114    | 13,438    | 15,700    | 17,425    |
| Noruega                        | 100     | 200     | 300     | 400     | 500     | 970       | 1,735     | 2,447     | 3,265     | 3,961     | 4,432     | 5,368     |
| Suecia                         | 200     | 400     | 550     | 760     | 1,260   | 2,585     | 4,164     | 5,621     | 7,015     | 8,137     | 8,851     | 10,379    |
| Suiza                          | 300     | 300     | 650     | 1,000   | 1,200   | 1,829     | 2,664     | 3,864     | 4,694     | 6,441     | 7,130     | 8,667     |
| Reino Unido                    | 800     | 2,000   | 3,942   | 6,170   | 8,565   | 21,226    | 31,393    | 45,649    | 50,363    | 56,223    | 59,237    | 67,886    |
| Portugal                       | 500     | 600     | 1,000   | 1,100   | 2,000   | 3,297     | 4,353     | 6,004     | 8,512     | 8,634     | 9,968     | 10,305    |
| España                         | 4,500   | 4,000   | 6,800   | 8,240   | 8,770   | 12,203    | 16,201    | 20,263    | 27,868    | 34,810    | 39,371    | 47,431    |
| Grecia                         | 2,000   | 1,000   | 1,000   | 1,500   | 1,500   | 2,312     |           |           | 7,554     | 8,929     | 10,835    | 10,689    |
| 13 pequeños países             | 100     | 113     | 276     | 358     | 394     | 657       |           |           |           |           |           |           |
| Totalidad de Europa Occidental | 24,700  | 25,413  | 57,268  | 73,778  | 81,460  | 132,888   | 187,532   | 261,007   | 305,060   | 358,390   | 388,399   | 419,639   |
| Albania                        | 200     | 200     | 200     | 200     | 300     | 437       |           |           | 1,215     | 2,296     | 3,108     | 2,878     |
| Bulgaria                       | 500     | 800     | 800     | 1,250   | 1,250   | 2,187     |           | 4,200     | 7,251     | 8,621     | 8,257     | 6,917     |
| Checoslovaquia                 | 1,000   | 1,250   | 3,000   | 4,500   | 4,500   | 7,190     |           |           | 12,393    | 14,563    | 15,686    | 16,366    |
| República Checa                |         |         |         |         |         |           |           |           | 10,221    | 8,930     | 10,295    | 10,702    |
| Eslovaquia                     |         |         |         |         |         |           |           |           | 3,463     | 4,642     | 5,391     | 5,460     |
| Hungría                        | 300     | 500     | 1,250   | 1,250   | 1,500   | 4,571     |           |           | 9,338     | 10,432    | 10,237    | 9,770     |
| Polonia                        | 450     | 1,200   | 4,000   | 5,000   | 6,000   | 10,426    |           |           | 25,753    | 33,363    | 38,666    | 38,268    |
| Rumania                        | 800     | 800     | 2,000   | 2,000   | 2,500   | 6,389     |           | 7,360     | 16,311    | 20,828    | 22,503    | 19,266    |
| Yugoslavia                     | 1,500   | 1,750   | 2,250   | 2,750   | 2,750   | 5,215     |           |           | 16,578    | 21,088    |           |           |
| Europa del Este                | 4,750   | 6,500   | 13,500  | 16,950  | 18,800  | 36,415    | 52,182    | 79,604    | 139,428   | 173,037   | 164,513   | 151,529   |
| Antigua URSS                   | 3,900   | 7,100   | 16,950  | 20,700  | 26,550  | 54,765    | 88,672    | 156,192   | 180,050   | 249,748   | 290,866   |           |
| - Rusia                        |         |         |         |         |         |           |           |           | 102,833   | 132,434   | 147,671   | 146,171   |
| - Ucrania                      |         |         |         |         |         |           |           | 31,142    | 36,905    | 48,274    | 50,370    | 41,902    |
| Mundo                          | 230,820 | 268,273 | 437,818 | 555,828 | 603,410 | 1,041,092 | 1,270,014 | 1,791,020 | 2,524,531 | 3,913,482 | 5,907,680 | 7,800,000 |

| País/región                    | 1     | 1000  | 1500  | 1600  | 1700  | 1820  | 1870  | 1913  | 1950  | 1973  | 1998  | 2018  |
| ------------------------------ | ----- | ----- | ----- | ----- | ----- | ----- | ----- | ----- | ----- | ----- | ----- | ----- |
| Austria                        | 0,2   | 0,3   | 0,5   | 0,4   | 0,4   | 0,3   | 0,4   | 0,4   | 0,3   | 0,2   | 0,1   |       |
| Bélgica                        | 0,1   | 0,1   | 0,3   | 0,3   | 0,3   | 0,3   | 0,4   | 0,4   | 0,3   | 0,2   | 0,2   |       |
| Dinamarca                      | 0,1   | 0,1   | 0,1   | 0,1   | 0,1   | 0,1   | 0,1   | 0,2   | 0,2   | 0,1   | 0,1   |       |
| Finlandia                      | 0,0   | 0,0   | 0,1   | 0,1   | 0,1   | 0,1   | 0,1   | 0,2   | 0,2   | 0,1   | 0,1   |       |
| Francia                        | 2,2   | 2,4   | 3,4   | 3,3   | 3,6   | 3,0   | 3,0   | 2,3   | 1,7   | 1,3   | 1,0   |       |
| Alemania                       | 1,3   | 1,3   | 2,7   | 2,9   | 2,5   | 2,4   | 3,1   | 3,6   | 2,7   | 2,0   | 1,4   |       |
| Italia                         | 3,0   | 1,9   | 2,4   | 2,4   | 2,2   | 1,9   | 2,2   | 2,1   | 1,9   | 1,4   | 1,0   |       |
| Países Bajos                   | 0,1   | 0,1   | 0,2   | 0,3   | 0,3   | 0,2   | 0,3   | 0,3   | 0,4   | 0,3   | 0,3   |       |
| Noruega                        | 0,0   | 0,1   | 0,1   | 0,1   | 0,1   | 0,1   | 0,1   | 0,1   | 0,1   | 0,1   | 0,1   |       |
| Suecia                         | 0,1   | 0,1   | 0,1   | 0,1   | 0,2   | 0,2   | 0,3   | 0,3   | 0,3   | 0,2   | 0,1   |       |
| Suiza                          | 0,1   | 0,1   | 0,1   | 0,2   | 0,2   | 0,2   | 0,2   | 0,2   | 0,2   | 0,2   | 0,1   |       |
| Reino Unido                    | 0,3   | 0,7   | 0,9   | 1,1   | 1,4   | 2,0   | 2,5   | 2,5   | 2,0   | 1,4   | 1,0   |       |
| Portugal                       | 0,2   | 0,2   | 0,2   | 0,2   | 0,3   | 0,3   | 0,3   | 0,3   | 0,3   | 0,2   | 0,2   |       |
| España                         | 1,9   | 1,5   | 1,6   | 1,5   | 1,5   | 1,2   | 1,3   | 1,1   | 1,1   | 0,9   | 0,7   |       |
| Otros                          | 0,9   | 0,4   | 0,3   | 0,3   | 0,3   | 0,3   | 0,4   | 0,4   | 0,5   | 0,4   | 0,3   |       |
| Totalidad de Europa Occidental | 10,7  | 9,5   | 13,1  | 13,3  | 13,5  | 12,8  | 14,8  | 14,6  | 12,1  | 9,2   | 6,6   |       |
| Europa del Este                | 2,1   | 2,4   | 3,1   | 3,0   | 3,1   | 3,5   | 4,1   | 4,4   | 3,5   | 2,8   | 2,0   |       |
| Antigua URSS                   | 1,7   | 2,6   | 3,9   | 3,7   | 4,4   | 5,3   | 7,0   | 8,7   | 7,1   | 6,4   | 4,9   |       |
| Suma de Europa y URSS          | 14,5  | 14,5  | 20,1  | 20,0  | 21,0  | 21,6  | 25,9  | 27,7  | 22,7  | 18,4  | 13,5  | 9,8   |
| Mundo                          | 100,0 | 100,0 | 100,0 | 100,0 | 100,0 | 100,0 | 100,0 | 100,0 | 100,0 | 100,0 | 100,0 | 100,0 |

Nota: Estos números no incluyen la población de las colonias de los países europeos. Única población dentro de Europa.
La población europea actual es, en su inmensa mayoría, fenotípicamente caucásica, y está dividida en tres grandes grupos:
- Los germánicos, que suelen tener una pigmentación de piel blanca clara y rosada, cabello rubio, rojizo o castaño claro y los ojos azules, verdes y miel-avellana. Habitan principalmente en Escandinavia, Alemania, islas británicas, Austria, Suiza, Países Bajos, nortes de Francia e Italia, etc.
- Los grecolatinos, que en su mayoría tienen la piel blanca con un ligero rubor (mejillas semirrojas) en el rostro, cabello oscuro, que puede ir desde el negro hasta el castaño claro. Se dan los ojos marrones, verdes, grises o azules. Habitan España, Italia, Francia, Portugal, Rumania y Grecia.
- Los eslavos, que ocupan mayoritariamente el este de Europa (Rusia, Bielorrusia, Ucrania, Estonia, Letonia, Lituania, Polonia, Chequia, Eslovaquia y algunos países de los Balcanes). Pero en las regiones intermedias entre estos tres grupos, se encuentran muchas poblaciones que presentan características de todos.

También viven otros grupos de población que no pertenecen a estos tres mayoritarios como los judíos, los albaneses, los gitanos, los turcos, los lapones, etc.
Fueron varios los grupos étnicos que, a lo largo de los siglos, invadieron el continente europeo, entre ellos destacamos a los íberos, celtas, germanos, vikingos (germánicos), latinos o romanos (itálicos), etruscos (itálicos), helénicos, eslavos, etc. Considerados luego autóctonos de dicho continente, a los cuales se suma la migración desde el continente asiático: fenicios, árabes, judíos y gitanos entre otros.
En la actualidad existen otros tipos de inmigrantes, entre ellos los asiáticos del lejano oriente y los provenientes de África, Centroamérica y Sudamérica.

### Características de la población

Proporción de la población de 65 años o más (% población total) a 2008 y a 2018. Fuente: Eurostat

Con respecto a la situación demográfica, destaca el hecho de cómo en el continente europeo la mayor parte de sus habitantes corresponde a una población adulta entre los 30 y 50 años de edad, con un envejecimiento progresivo y una marcada disminución de la población juvenil. Esta situación ya resulta preocupante en varios países europeos, como Alemania, Austria, Francia, Suiza, Bélgica, Países Bajos, España, los países escandinavos, Dinamarca, Grecia y el Reino Unido, en los que se produce una pirámide poblacional invertida con escasa población juvenil y sobre todo infantil. Este fenómeno también se da en Europa Oriental, donde, en la década de 1990, la caída del comunismo provocó un colapso de la natalidad, ya de por sí baja dentro de los países comunistas europeos, junto con un brusco aumento de la mortalidad. En los últimos años, la caída de la natalidad en el antiguo bloque comunista se ha amortiguado, lo que ha permitido una recuperación de unos índices de natalidad más próximos a la estabilización de la población en la actualidad (1,5 hijos por mujer). En países como Irlanda, Italia, Portugal e Islandia, el proceso de envejecimiento también se instaló en la sociedad, lo que provoca que la población de estos países decrezca anualmente y ni la inmigración logra cubrir esta problemática. Junto con Japón (Asia), estos últimos encabezan en los países con las demografías más envejecidas del mundo. Sin embargo la situación con respecto a la diferencia entre la natalidad y mortalidad ya se ha equilibrado últimamente.[cita requerida]
Europa del Sur y Europa Occidental son las regiones con mayor promedio de personas mayores en el mundo, hoy comprenden el 21% de la población, con más de 65 años de edad. Las proyecciones apuntan a que en 2050 Europa alcanzará el 30 %. Esto se debe al hecho de que la población ha tenido niños por debajo del nivel de reemplazo desde la década de 1970. Las Naciones Unidas predicen que Europa disminuirá su población entre 2022 y 2050 en un -7 por ciento, sin cambiar los movimientos de inmigración.

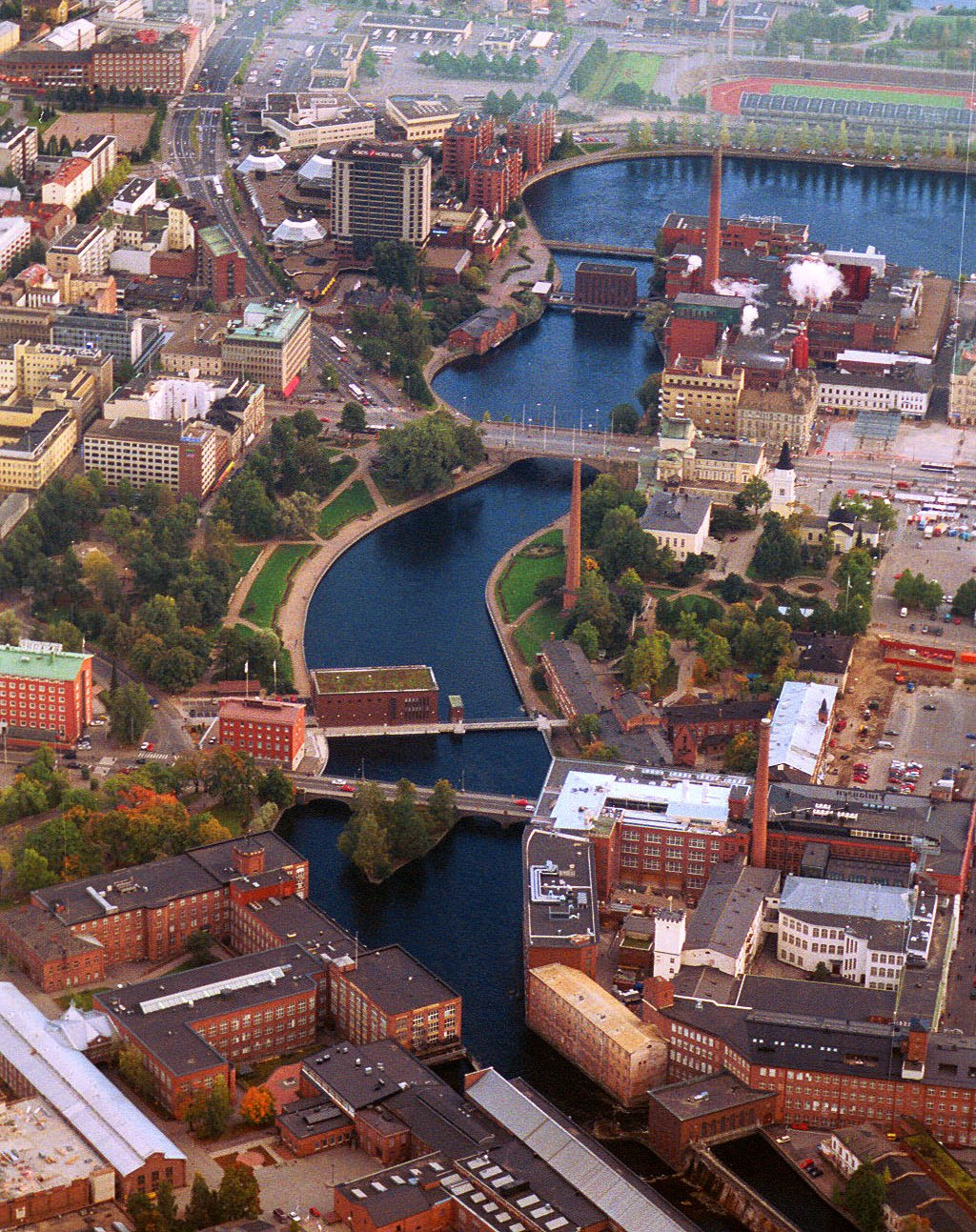
Tampere es una de las ciudades más atractivas de Finlandia y los países nórdicos.

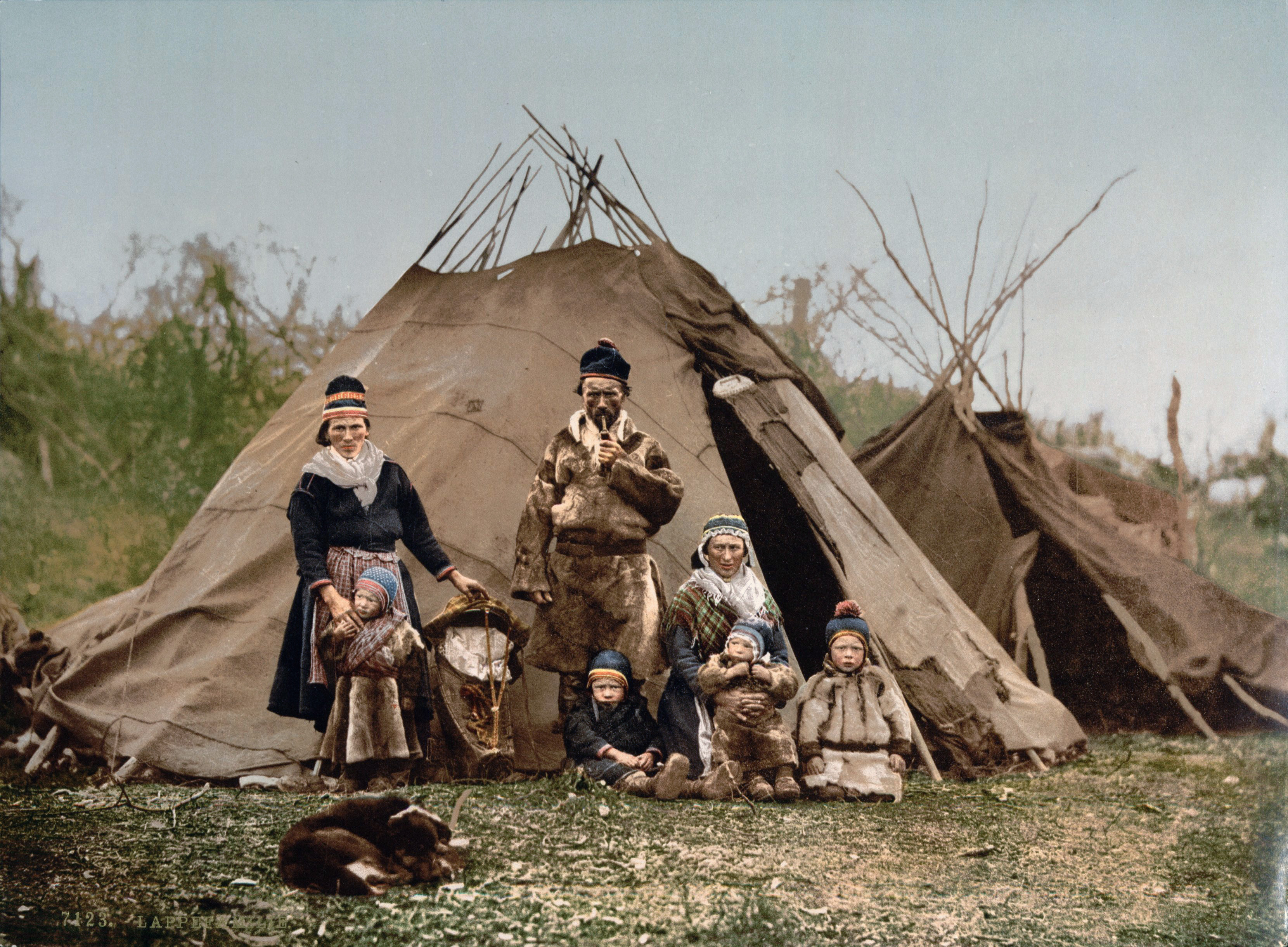
Familia sami en 1900.

Otro rasgo característico de la demografía europea es la elevada tasa de inmigración. En este aspecto destaca España en los últimos años: de tener una población extranjera inferior a los 100 000 habitantes en 1999, se ha pasado a varios millones, ya por encima del 10 % de la población y se ha convertido en el primer receptor europeo de inmigración, superando incluso a los países que tradicionalmente fueron los receptores de la inmigración, como Alemania, Francia o el Reino Unido. En el caso de España, se pasó de 39 millones de habitantes en 1999, y con una pronunciada caída de la población desde los 42 millones que se había dado en los años previos a 1999, a 45 millones en 2006, sin incluir la inmigración ilegal; este hecho sirvió al gobierno español para aumentar el peso dentro del parlamento europeo, al recibir más escaños por su población.
Los problemas asociados al envejecimiento de la población pueden ser resumidos en dos partes, un menor crecimiento económico por los desequilibrios del sistema social y por un rasgo de menor innovación dentro de las sociedades envejecidas, y el mantenimiento del sistema de pensiones, cuya balanza de pagos queda seriamente dañado cuando el número de pensionistas supera al de trabajadores. Por estas dos razones, por considerarse un complemento de los sistemas de ayuda internacional, y por la política de hechos consumados, algunos gobiernos europeos han apoyado la inmigración en épocas de bonanza económica o para paliar los problemas antes citados.

### Población por sexo
En la mayor parte de los países del continente las mujeres superan a los hombres en cantidad, excepto Andorra, Albania, Islandia y la colonia británica de Gibraltar. En estos países, la población masculina es mayoritaria, si bien existen ciertas variaciones entre Europa Occidental y Europa Oriental. Las personas de sexo masculino inferior a 65 años son mayoría principalmente en países como Alemania, Austria, Bélgica, Dinamarca, Francia, Grecia, Hungría, Irlanda, Reino Unido, Países Bajos, los países escandinavos y otros. Además en estos países, la cantidad porcentual de varones se encuentra en crecimiento y con el paso del tiempo podrían igualar o superar a las mujeres. En países como España, Italia y Portugal, la población de ambos sexos se encuentra casi equilibrada, sobre todo en la etapa juvenil, seguida de la de adultez y de la tercera edad. En la mayor parte de los países de Europa Oriental, como en la antigua Unión Soviética y el resto de los Balcanes, las mujeres menores de 65 años y mayores de 64 años son mayoría, y los varones son minoría por varias décimas porcentuales. Esto se debe a las guerras desatadas en los Balcanes, pues los varones son forzados al servicio militar obligatorio, lo cual ha provocado que declinen bastante. Su crecimiento solo dependerá entonces del número de nacimientos.

### Diversidad de género y homosexualidad
En Europa se presenta más influyente la comunidad LGBT que en cualquier otra región del mundo. Según un estudio del Eurobarómetro, en la mayoría de los países de Europa Occidental entre el 70 y 98 % de los ciudadanos por diferente país acepta la homosexualidad y el matrimonio igualitario, entre los cuales figuran Países Bajos, Suecia, Dinamarca, España, Irlanda, Bélgica, Luxemburgo, Francia, Reino Unido, Alemania, Finlandia, Portugal, Austria y Malta. En el lado opuesto, en los países de Europa Oriental menos del 55 % por cada país tiene la misma opinión, siendo Lituania, Eslovaquia, Rumanía, Letonia y Bulgaria. Diversas encuestas han estimado que en varios países europeos la tasa de homosexuales y lesbianas son un segmento visible a pesar de ser minoría; por ejemplo, estos componen el 22 % de los neerlandeses, el 14 % de los franceses y el 8,5 % de los británicos. De igual forma, en Europa están los primeros países donde el matrimonio entre personas del mismo sexo se hizo legal, existiendo actualmente como tal en Países Bajos, Bélgica, España, Dinamarca, Noruega, Suecia, Islandia, Portugal, Francia, Austria, Malta, Alemania, Finlandia, Irlanda, Luxemburgo, y el Reino Unido. En otros de los países occidentales y algunos orientales existe solamente la unión civil.

### Lenguas

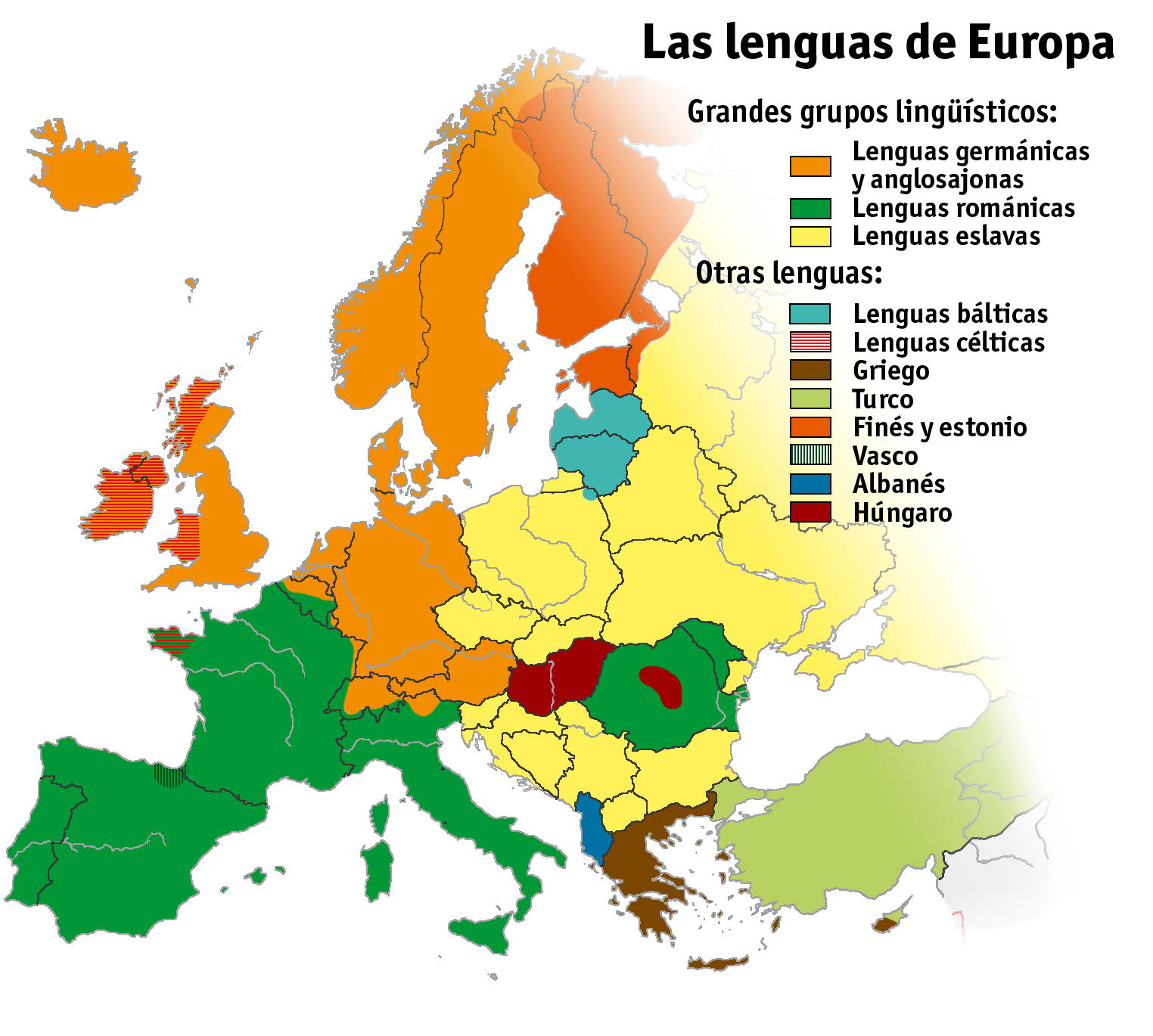
Lenguas de Europa.

Solo el 3 % de todas las lenguas del mundo es autóctona de Europa, por lo que el continente es una de las regiones con menos diversidad lingüística del mundo. Aun así Europa es una región con cierta diversidad lingüística, ya que existe un elevado número de lenguas regionales, que pertenecen a diferentes grupos filogenéticos. Entre las lenguas europeas están:
- Del grupo indoeuropeo:
  - Lenguas bálticas: letón y lituano.
  - Lenguas celtas: bretón, córnico, gaélico escocés, galés, irlandés y manés.
  - Lenguas eslavas: bielorruso, serbocroata, búlgaro, checo, eslovaco, esloveno, macedonio, montenegrino, polaco, ruso, bajo sorabo, alto sorabo y ucraniano.
  - Lenguas germánicas: alemán, danés, feroés, frisón, inglés, islandés, luxemburgués, neerlandés, noruego y sueco.
  - Lenguas romances (procedentes del latín): aragonés, asturleonés o bable, catalán, corso, dálmata, español, francés, gallego, galoitálico, italiano, ladino, latín, napolitano, occitano, portugués, retorromance, rumano, sardo, siciliano, y valón.
  - Otras lenguas indoeuropeas: albanés, armenio, griego y romaní.
- Del grupo túrquico: azerí, kazajo y turco.
- Del grupo ugrofinés: estonio, finés, húngaro y lapón (sami).
- De otros grupos lingüísticos:
  - Euskera
  - Georgiano
  - Maltés
- Lenguas planificadas: esperanto (en todos los países del continente), intereslavo (en los países eslavos), ido, interlingua y volapük por algunas personas.

Según datos de Ethnologue las cinco lenguas maternas más habladas en Europa son el ruso, el alemán, el francés, el inglés y el italiano. Sin embargo, por el número total de hablantes (lengua materna más segunda lengua), las cinco lenguas más habladas en Europa son el inglés, el francés, el ruso, el alemán y el español. Asimismo, las cinco lenguas europeas más habladas en el mundo (lengua materna más segunda lengua) son el inglés, el español, el francés, el ruso y el portugués.
Además los procesos migratorios que cobraron importancia a partir de la segunda mitad del siglo XX, hicieron que en Europa se instalaran importantes minorías de personas cuyas lenguas tienen un origen alóctono. Entre las lenguas alóctonas destacan las lenguas de África (en particular de los grupos semítico, bereber) y Níger-Congo) y las lenguas de Asia (en particular las indoiranias y las siníticas, que también son las más numerosas de la propia Asia). Por países, se aprecia que los países europeos con un pasado histórico colonial destacado tienden a recibir inmigrantes procedentes de sus excolonias, por lo que también se hablan un cierto número de lenguas minoritarias habladas en las excolonias.

### Religión
Conjuntos religiosos:

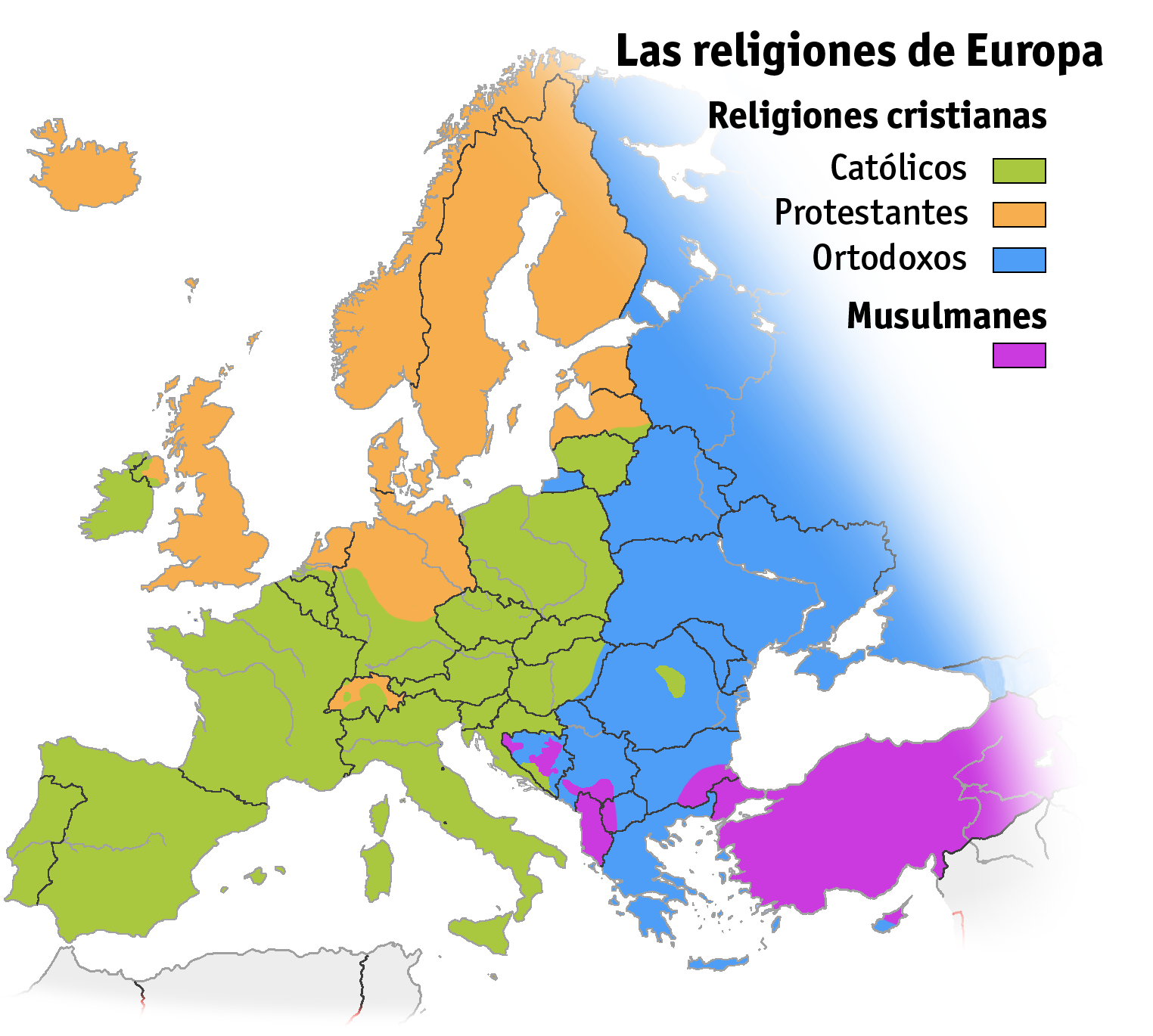
Religiones de Europa.

- Europa del Norte protestante (Reino Unido, Escandinavia, norte de Alemania, norte de Suiza, Estonia y Letonia).
- Europa del Este ortodoxa (Grecia, Rusia, Bielorrusia, Bulgaria, Ucrania, Georgia, Rumania, Macedonia del Norte, Moldavia, Montenegro, Serbia, Armenia).
- Europa del Sur, del Oeste y del Centro católica (Ciudad del Vaticano, Portugal, España, Irlanda, República Checa, Eslovaquia, Eslovenia, Andorra, Mónaco, San Marino, Luxemburgo, Resto de Suiza, Italia, Francia, Bélgica, Lituania, Bielorrusia, sur de Alemania, Polonia, Austria, Croacia).

Los católicos son mayoritarios en 23 países,[cita requerida] los protestantes en 13, [cita requerida] los ortodoxos en 11[cita requerida], los musulmanes suníes en tres (Albania, Bosnia-Herzegovina, Turquía) más la República Turca del Norte de Chipre y los musulmanes chiíes en Azerbaiyán.
Existen minorías religiosas dentro de estos grandes conjuntos:
- Los judíos están presentes en Europa desde los tiempos del Imperio romano, han sido perseguidos desde la Edad Media y sufrieron una política de exterminación total durante la Segunda Guerra Mundial.
- El islam está presente en los Balcanes, antiguamente sometidos al Imperio otomano (Albania, Bosnia y Herzegovina, Kosovo, Macedonia del Norte), en Turquía (tanto en su 97 % asiático como en su 3 % en continente europeo), en Rusia (Tatarstan, República de Baskortostán, repúblicas del Cáucaso Norte), Azerbaiyán y, como consecuencia de la inmigración, en Francia, Reino Unido, Alemania, España, Países Bajos, Bélgica, etc.
- Las religiones de extremo oriente: sintoísmo, budismo, hinduismo, confucionismo. La única región mayoritariamente budista de Europa es la República de Kalmukia, en el suroeste de la Rusia Europea.
- Existen comunidades florecientes de la fe bahá'í en todos los países.
- El ateísmo es minoritario (pero creciente): según la obra de J. Baudérot, Religión y laicidad en la Europa de los 12, 1994, página 259: un cuarto de la población de la UE sería «no religiosa» y el 5 % de los europeos serían ateos. Una encuesta llevada a 21 países sobre 21 000 personas y publicada en diciembre de 2004 anunció que el 25 % de los europeos del este se declaran ateos contra un 12 % en los países de Europa Central y Oriental. En el caso de los países excomunistas de Europa Oriental, el ateísmo se mantiene o se redujo desde la década de 1990 hasta ahora, caso contrario, en Europa Central y principalmente Nórdica el ateísmo se ha elevado en el mismo período. Según algunas encuestas religiosas hechas por el Wall Street Journal, el Eurobarómetro, etc., el ateísmo y agnosticismo se distribuyen de esta manera: 1 % en Turquía, 6 % en Rumanía, 6 % en Irlanda,[cita requerida] 8 % en Grecia, 9 % en Suiza, 10 % en Bulgaria, 11 % en Polonia, 14 % en Escocia, el 14 % en Italia, 17 % en Irlanda,[cita requerida] 20 % en Ucrania, 22 % en Noruega, 23 % en Austria, 24,9 % en España, 26 % en Alemania, 27,8 % en Bélgica, 29 % en Inglaterra, 32 % en Finlandia, 34 % en Francia, 36 % en Rusia, 41 % en los Países Bajos, 44 % en Dinamarca, 46 % en Suecia; y finalmente en Chequia y Estonia representan más de la mitad siendo el 51 % en el primero y el 55 % en el segundo, ambos junto con China (52 %) encabezan entre los países más ateos o menos creyentes del mundo.

## Cultura
Hablar de cultura europea es difícil porque en Europa se han ido sucediendo muchas culturas (y, a menudo han asimilado contribuciones no europeas) durante miles de años. Una definición de la cultura de Europa debe necesariamente tener en cuenta los límites geográficos del continente.

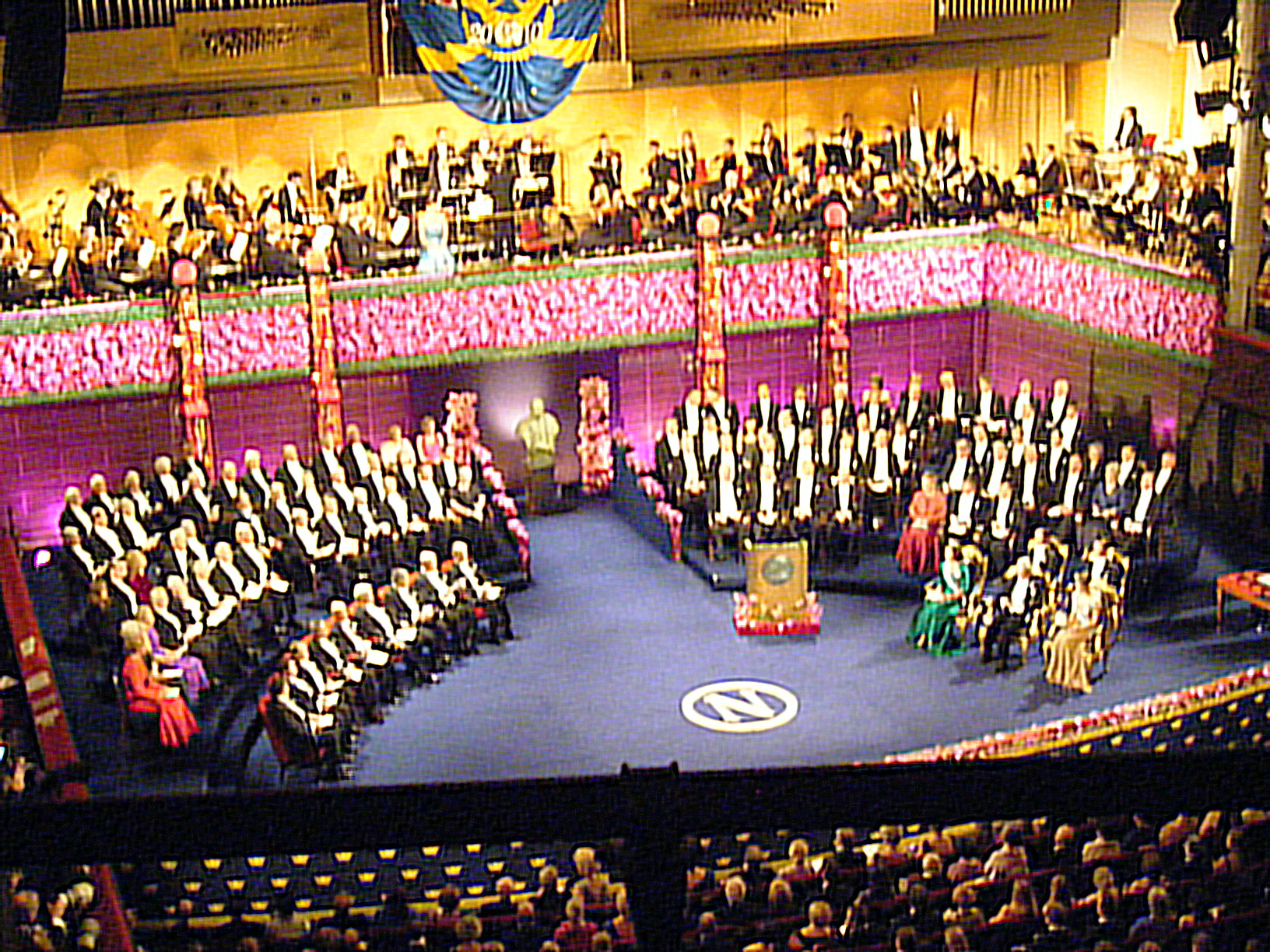
Premio Nobel
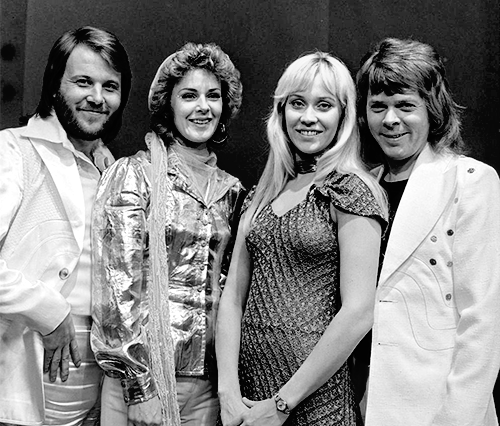
Festival de la Canción de Eurovisión (ABBA)
Academia de Cine Europeo
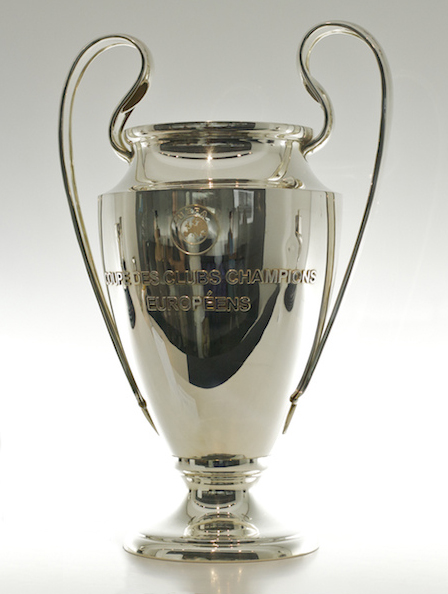
Liga de Campeones de la UEFA
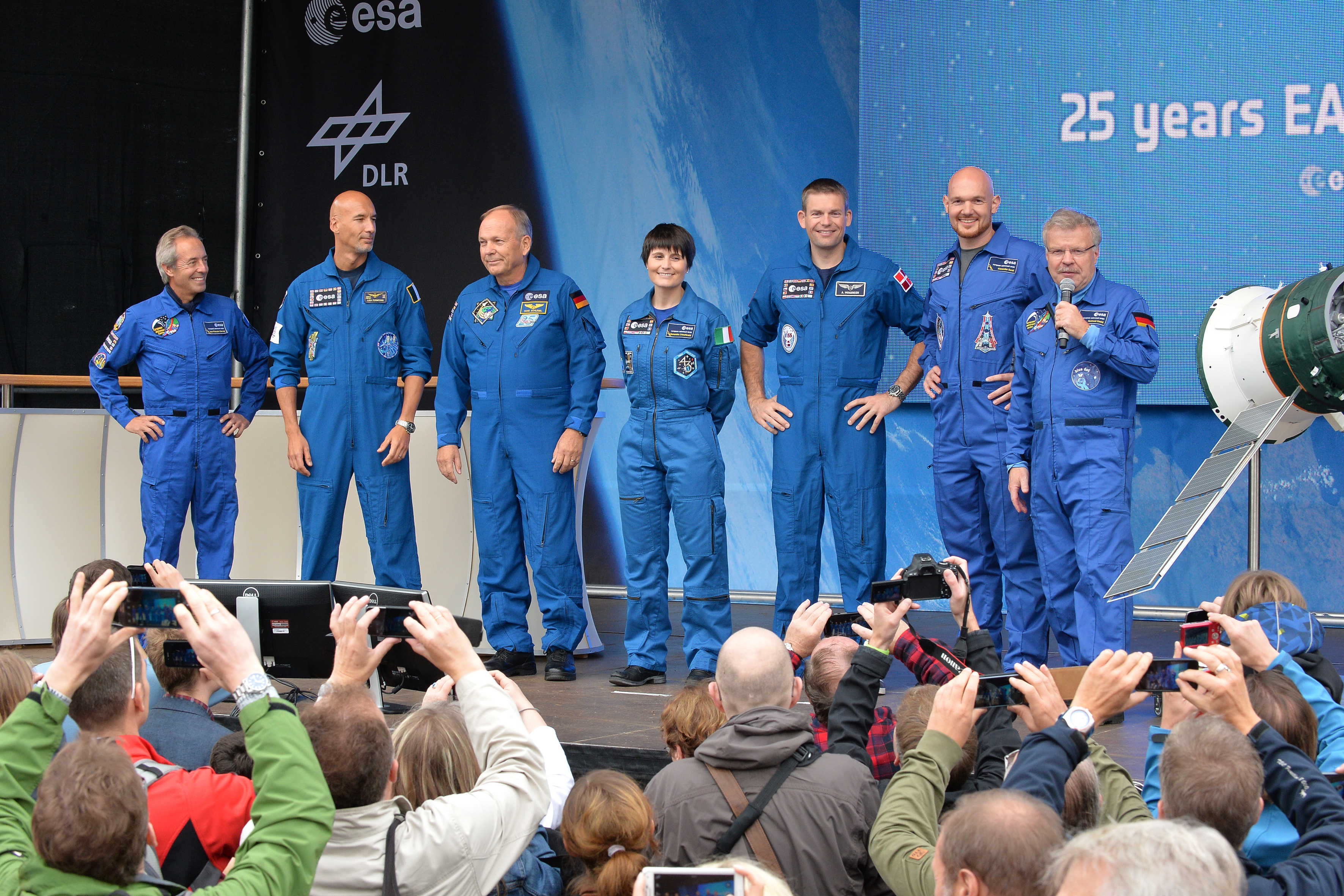
Agencia Espacial Europea

### Arquitectura

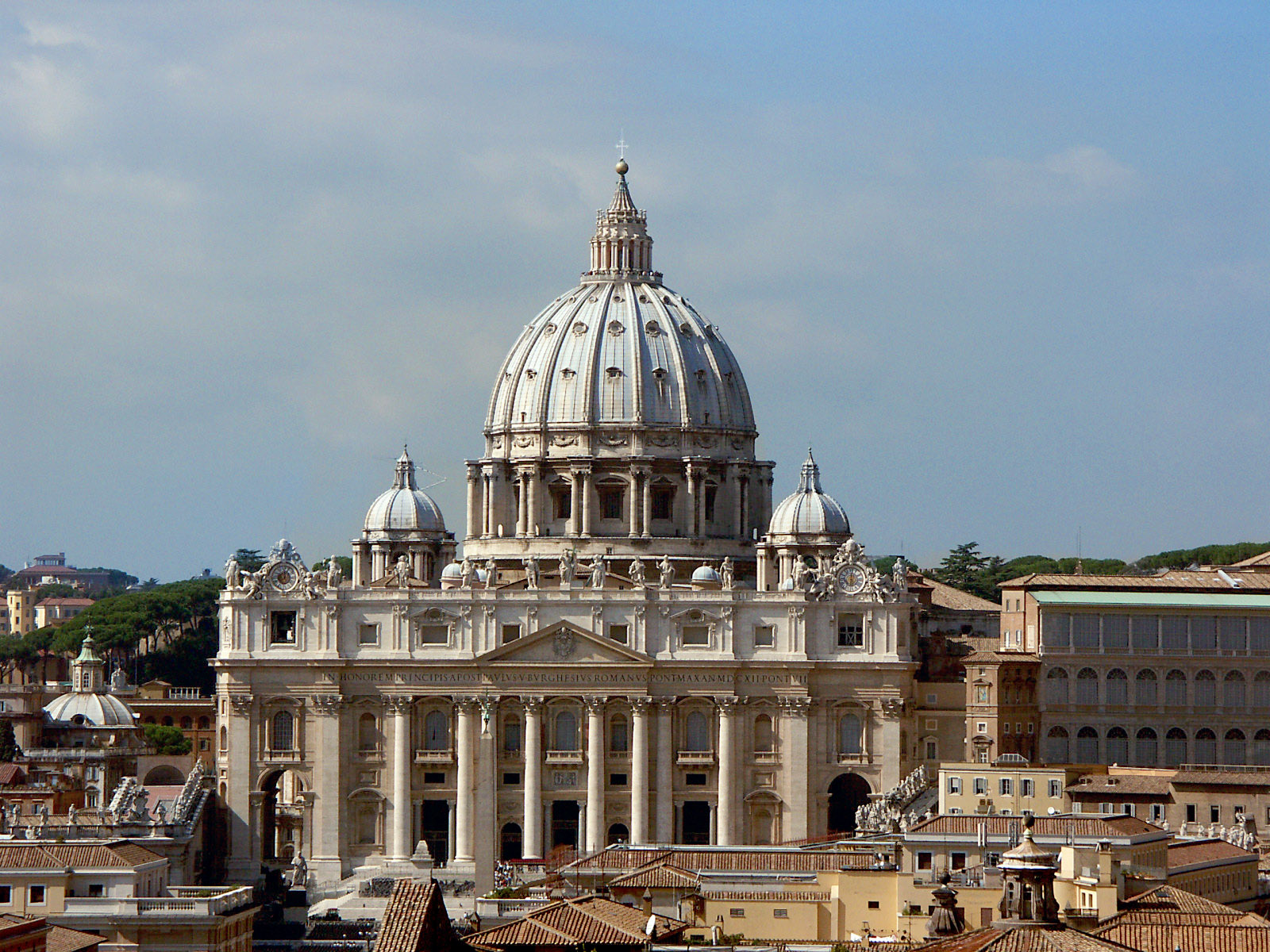
La Basílica de San Pedro es un ejemplo de arquitectura europea.

Desde la Antigüedad, muchas de las principales corrientes arquitectónicas se desarrollaron en toda Europa, hasta más allá de sus fronteras. En el primer milenio antes de Cristo, los griegos fundaron colonias por todo el Mediterráneo, seguidos por los romanos; exportaron su arquitectura, su escultura y su literatura a los países que ocuparon. En la periferia de estos territorios se desarrollaron movimientos artísticos originales, en contacto con las civilizaciones celta, ibérica... Pero el lugar de esta cultura es más importante en el mundo mediterráneo (el Mare Nostrum) que en la propia Europa (el arte grecorromano está particularmente bien representado en África del Norte y Oriente Medio). En el norte, los arquitectos están influidos por la cultura celta, que tuvo un notable dominio de los metales y el cobre.
Sin embargo, la civilización romana sobrepasó la costa mediterránea después de la guerra de las Galias, alcanzó el Rin y los límites de Escocia. Las invasiones del final del Imperio romano perturbaron la situación: el arte grecorromano se extinguió con la decadencia de las grandes ciudades, mientras que se difundió un arte de inspiración germánica, más áspero y rústico, relacionado con el arte celta. Sin embargo, puesto que el Imperio bizantino permaneció en el Este, sus cánones arquitectónicos, y el uso del mosaico se desarrolló en Italia; este país permaneció abierto a las influencias bizantinas hasta la toma de Constantinopla por parte de los turcos islámicos procedentes de Asia en 1453, aunque los mismos invasores turcos otomanos desarrollaron «su propio arte islámico» a partir del arte bizantino con obras como la Mezquita Azul debida al converso Sinan, quien en gran medida se basó en la iglesia bizantina medieval de Santa Sofía.
Respecto a rascacielos y grandes edificaciones, comenzaron a construirse en Europa después de la Segunda Guerra Mundial debido al desarrollo económico de la mayoría de los países de Europa occidental. No obstante, pocas ciudades del continente europeo tienen una concentración de rascacielos tan alta como las grandes ciudades de Estados Unidos y China. De hecho, Europa no cuenta con ningún rascacielos en la lista de los 10 edificios más altos del mundo. Las ciudades europeas con más rascacielos históricamente han sido París, Londres, Madrid y Fráncfort del Meno, sin embargo, están siendo reemplazadas por Moscú y San Petersburgo, cuyo desarrollo en los últimos años ha favorecido la construcción de edificios de gran altura. En la actualidad, 8 de los 10 rascacielos más altos de Europa se encuentran ubicados en Rusia.

### Deportes

#### Fútbol
Europa es la cuna del fútbol moderno. A mediados del siglo XIX se crearon las reglas en Inglaterra, y unos años más tarde se extendió por todo el continente gracias a estudiantes, ingenieros, marineros, soldados y empresarios. Entre las organizaciones futbolísticas europeas se incluyen la Liga de Campeones de la UEFA, la Liga Europa de la UEFA, la Liga Europa Conferencia de la UEFA, la Recopa de Europa, la Supercopa de Europa y la Copa Intertoto.